# Prix Amerigo-Vespucci
Vous êtes invité à donner votre avis sur cette page de discussion, de manière argumentée en vous aidant notamment des critères d’admissibilité ou en présentant des sources extérieures et sérieuses.  
Après avoir apposé le modèle {{Admissibilité}} sur une page, suivez les étapes expliquées sur Wikipédia:Débat d'admissibilité/Aide :
| 1. | Créez la page de débat d'admissibilité.                                                                      | Sauvegardez d’abord la page pour l’initialiser puis indiquez votre motivation.               |
| 2. | Important : ajoutez une entrée dans la section Débat d'admissibilité du jour.                                | Utilisez ce texte : *{{L\|Prix Amerigo-Vespucci}}                                            |
| 3. | Pensez à informer les contributeurs principaux de la page et les projets associés lorsque cela est possible. | Utilisez ce texte : {{subst:Avertissement débat d'admissibilité\|Prix Amerigo-Vespucci}}~~~~ |

Le Prix Amerigo-Vespucci est un prix littéraire français créé en 1990 (prix « Adulte » et « Jeunesse » lors du premier Festival international de géographie (FIG) de Saint-Dié-des-Vosges) puis assorti d'un « Prix de la bande dessinée géographique » en 2016.
Il récompense des ouvrages portant sur le thème de l'aventure et du voyage et fait référence au navigateur italien Amerigo Vespucci,,.
Les ouvrages doivent être écrits en français et publiés avant le 15 juillet de l'année en cours,.
L'attribution de ce prix participe au rayonnement du Festival international de géographie, manifestation savante et populaire, économiquement importante pour la ville moyenne qui en assume l'organisation.
Doté de 2 500 € (auparavant 15 000 francs en 1990), il est traditionnellement remis lors de l'inauguration du Salon du Livre. Un prix Amerigo-Vespucci Jeunesse et un prix Amerigo Vespucci de la BD géographique sont également attribués.

## Lauréats du prix Amerigo-Vespucci[9],[10],[11]
- 1990 : Claude Le Borgne, La Prison nomade (François Bourin).
- 1991 : Pierre-Jean Remy, Chine (Albin Michel).
- 1992 : Anka Muhlstein, Cavelier de la Salle (Grasset).
- 1993 : Liliane Sichler, La Chinoise du Pacific Railway (Grasset).
- 1994 : Michel Marty, L'Île rouge (éditions Phébus).
- 1995 : Isabelle Jarry, 23 Lettres d'Amérique (Fayard)[12].
- 1996 : Yves Ouahnon, Le Calendrier de Cordoue (Autrement)[13].
- 1997 : Éric Fottorino, Cœur d'Afrique (Stock)[14].
- 1998 : Gisèle Pineau, L’âme prêtée aux oiseaux (Stock)[15].
- 1999 : Gilles Lapouge, Besoin de mirages (Le Seuil)

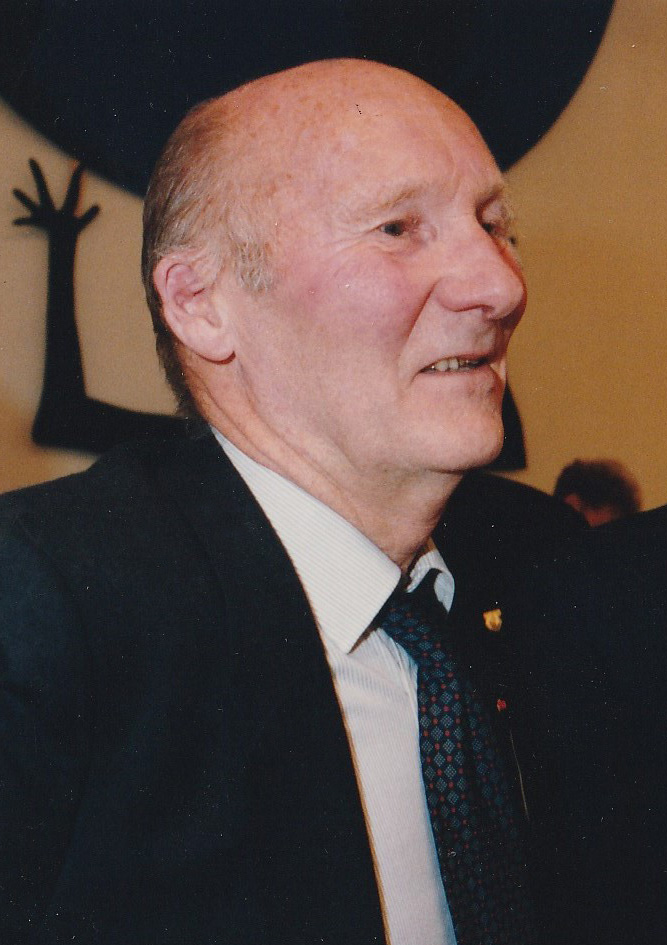
Claude Le Borgne (1991).
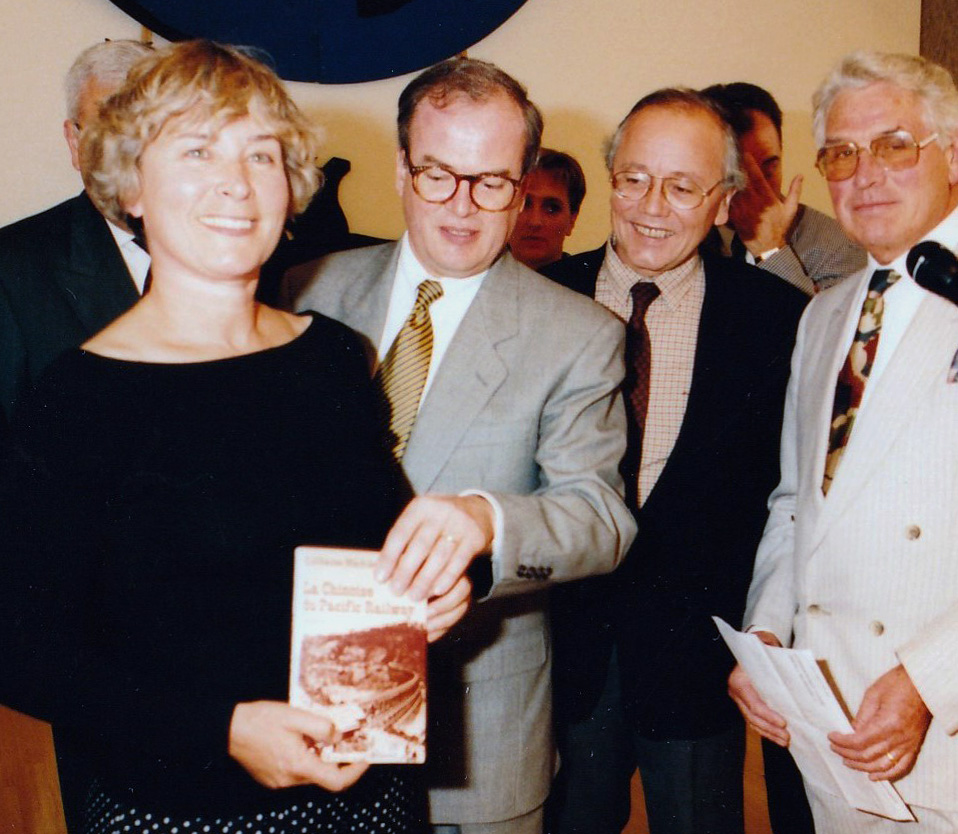
Liliane Sichler (1993).
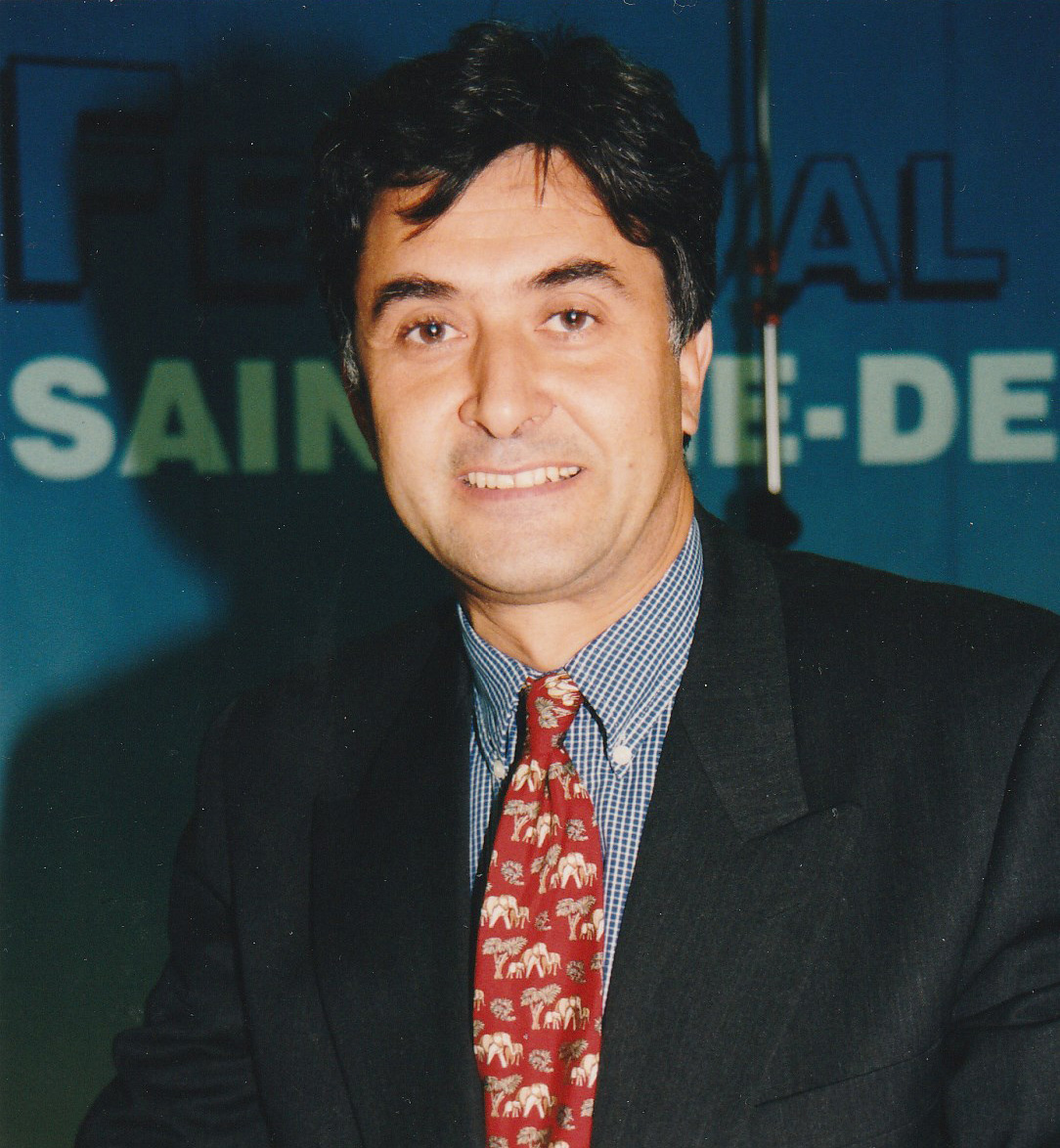
Yves Ouahnon (1996).
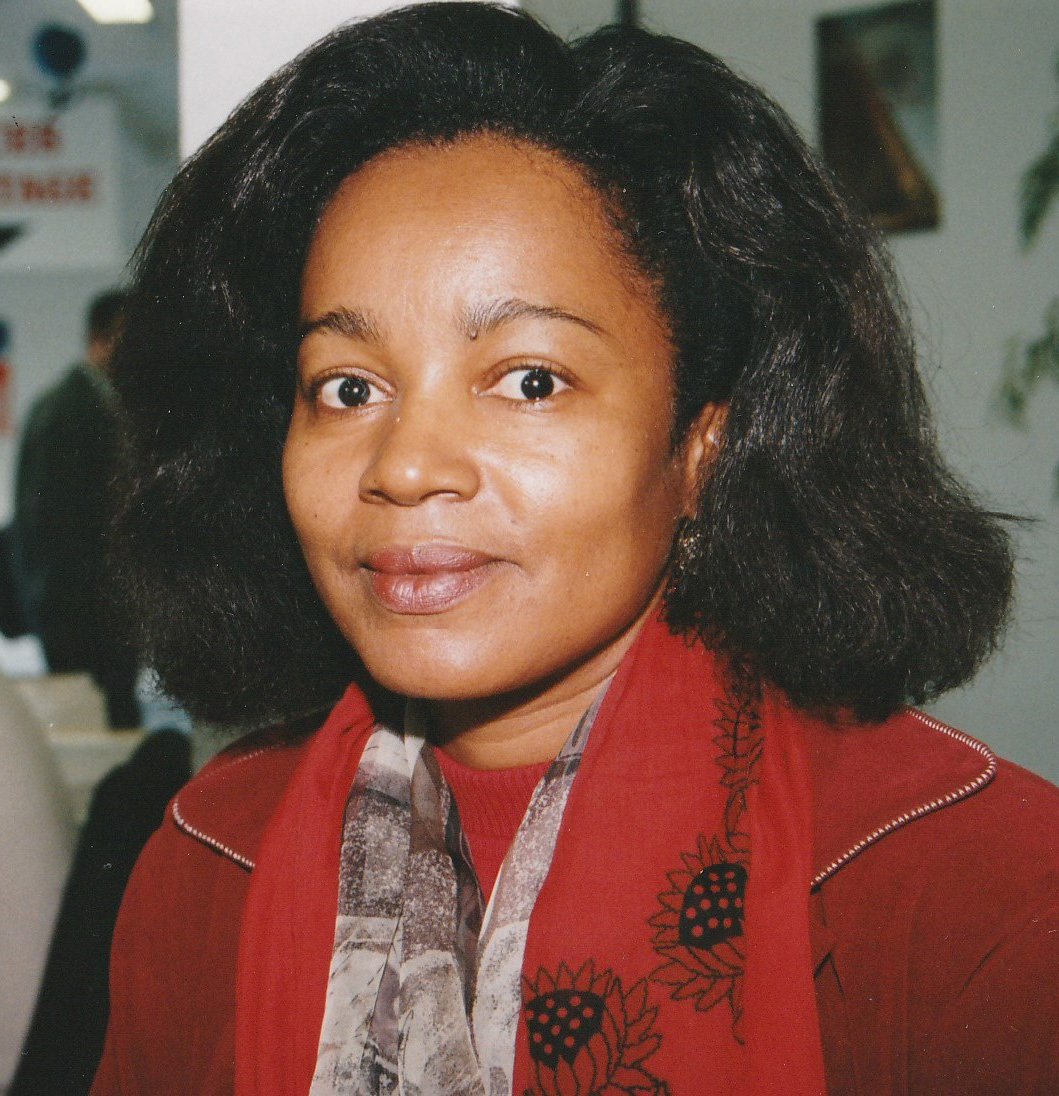
Gisèle Pineau (1998).
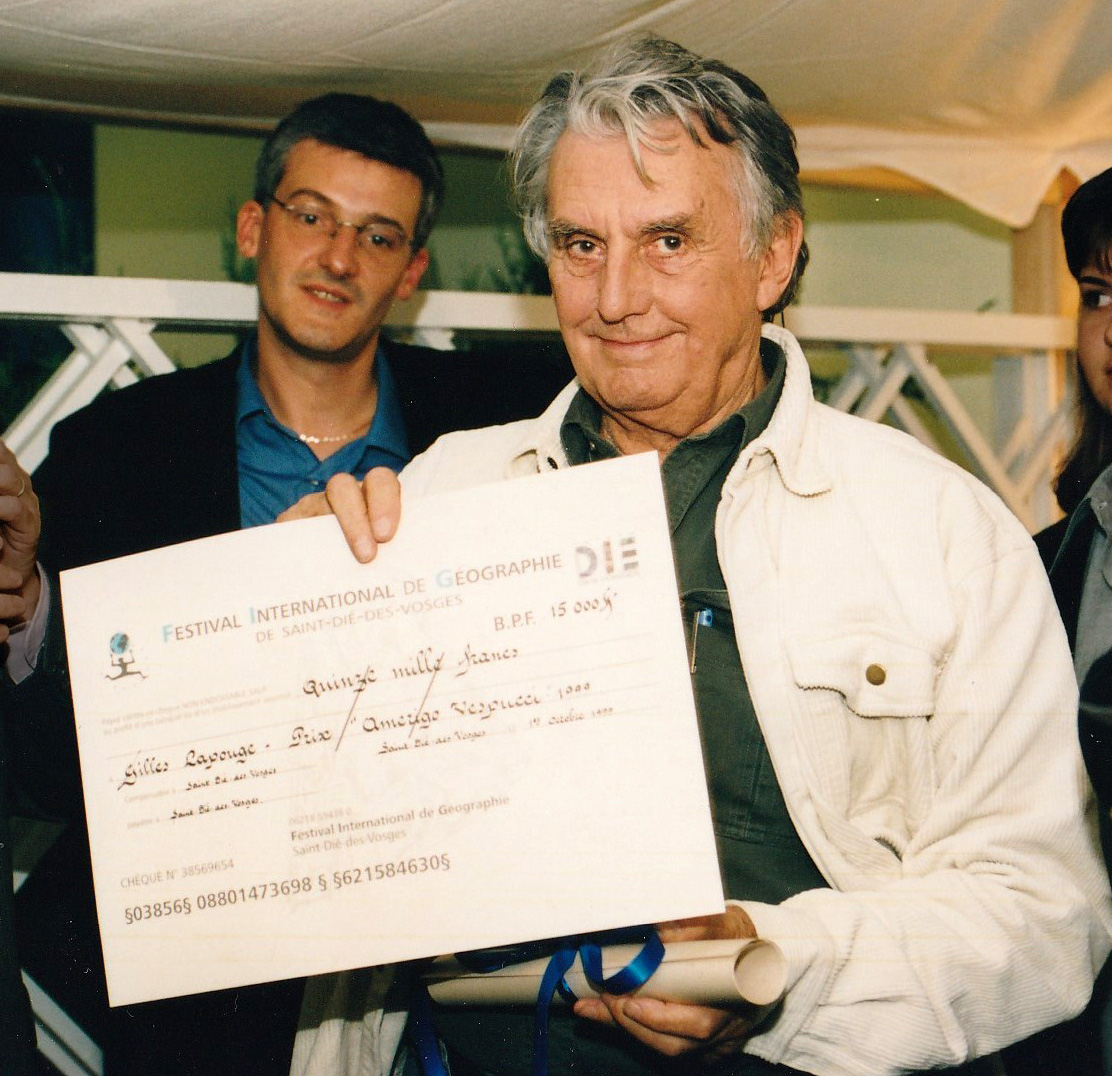
Gilles Lapouge (1999).

- 2000 : Ahmadou Kourouma, Allah n'est pas obligé (Le Seuil)[16]
- 2001 : Jean-Luc Coatalem, Je suis dans les mers du Sud – Sur les traces de Paul Gauguin (Grasset)[17]
- 2002 : Abdelkader Djemaï, Camping (Le Seuil)[18]
- 2003 : Marc Durin-Valois, Chamelle (JCLattès).
- 2004 : France Huser, Le Murmure des sables (Le Seuil).
- 2005 : Jean-Paul Delfino, Corcovado (Métailié)[19]
- 2006 : Pierre Pelot, L'Ombre des voyageuses (Héloïse d'Ormesson).
- 2007 : Bernard Giraudeau, Les Dames de nage (Métaillié).[20]
- 2008 : Patrice Pluyette, La Traversée du Mozambique par temps calme (Le Seuil)[21] .
- 2009 : Isabelle Autissier, Seule la mer s'en souviendra (Grasset)[22]

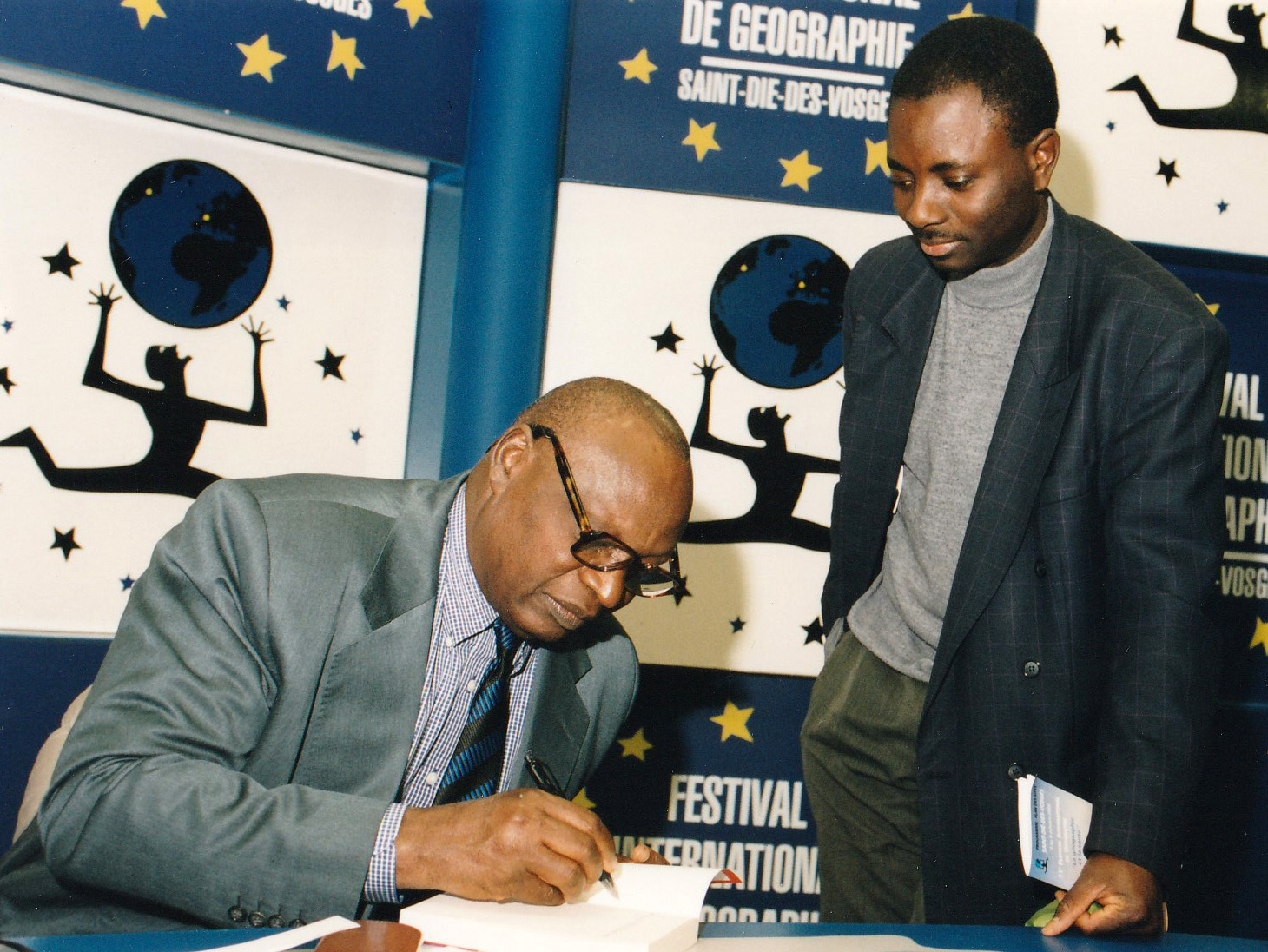
Ahmadou Kourouma (2000).
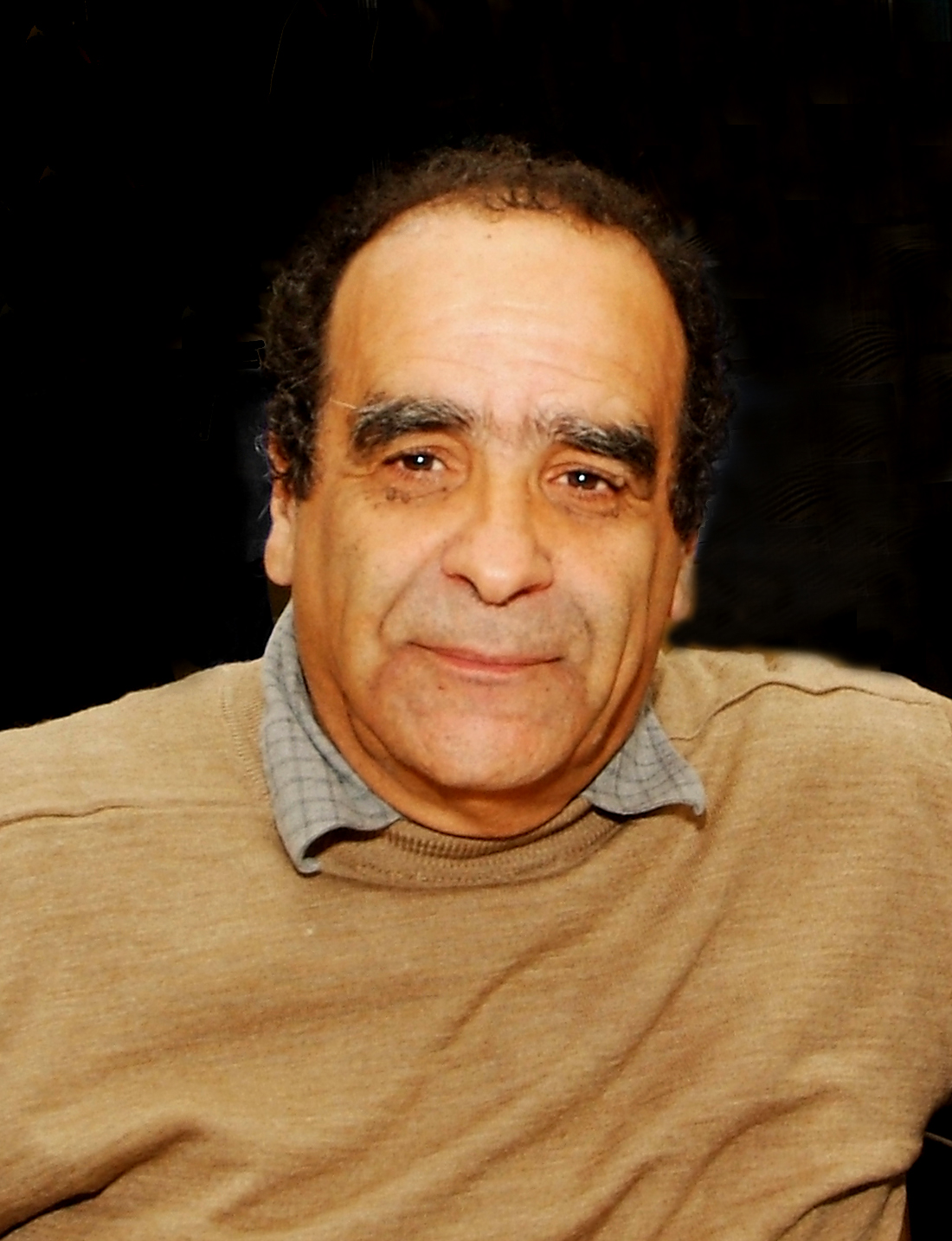
Abdelkader Djemaï (2002).
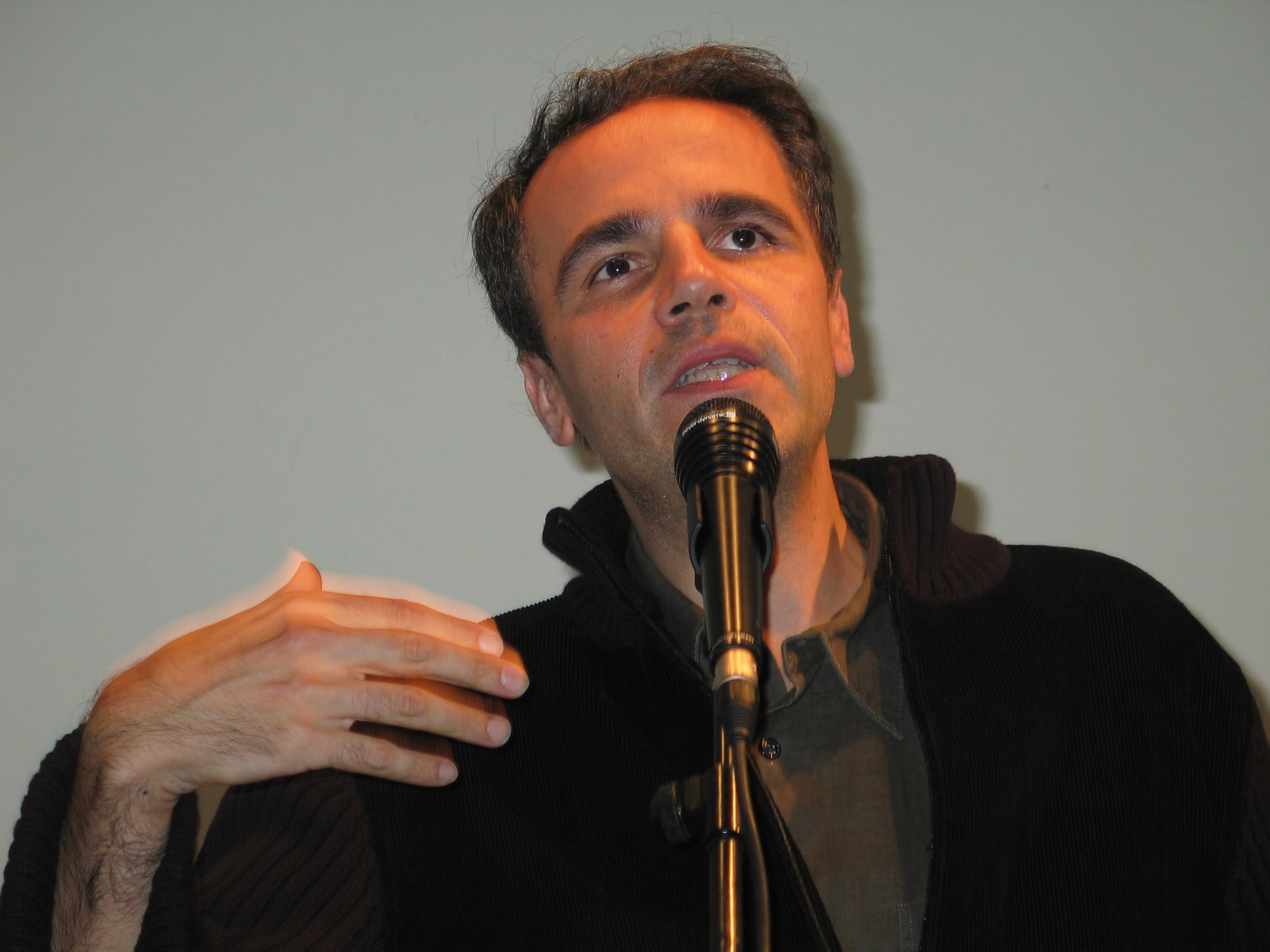
Marc Durin-Vallois (2003).
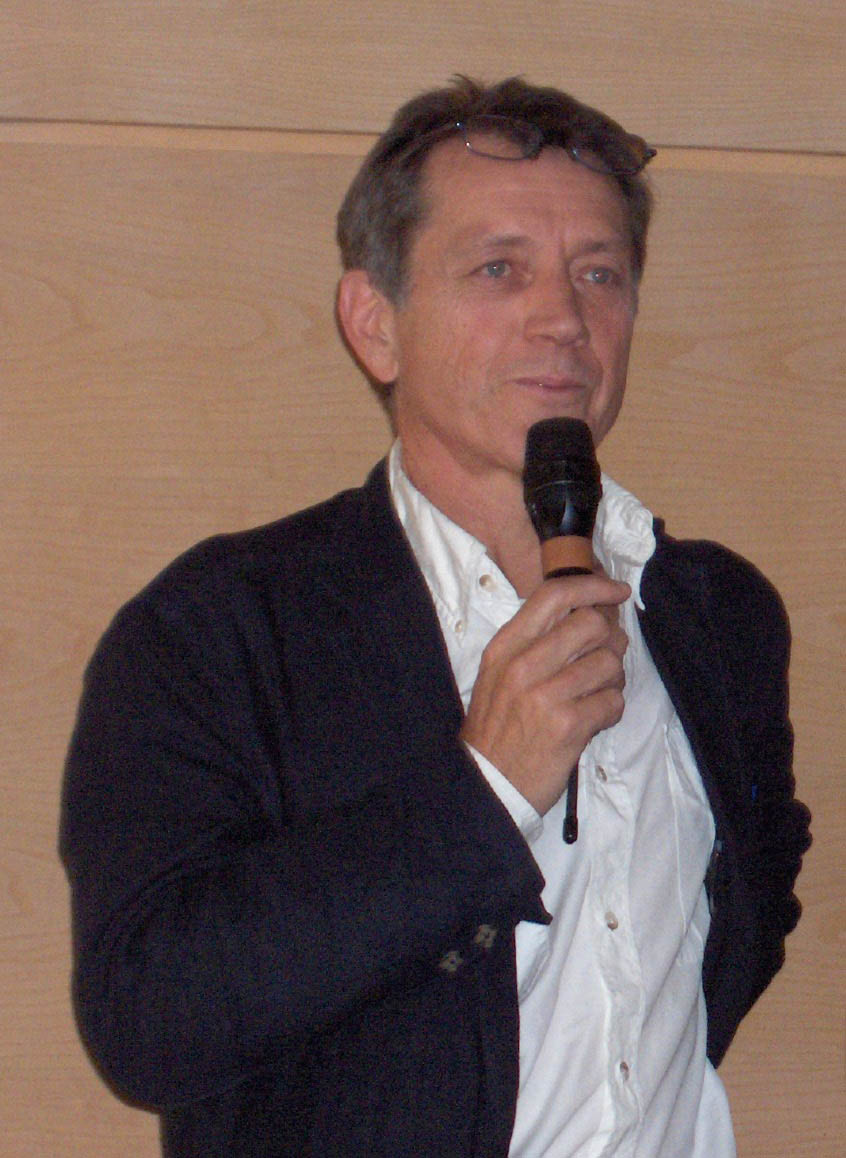
Bernard Giraudeau (2007).
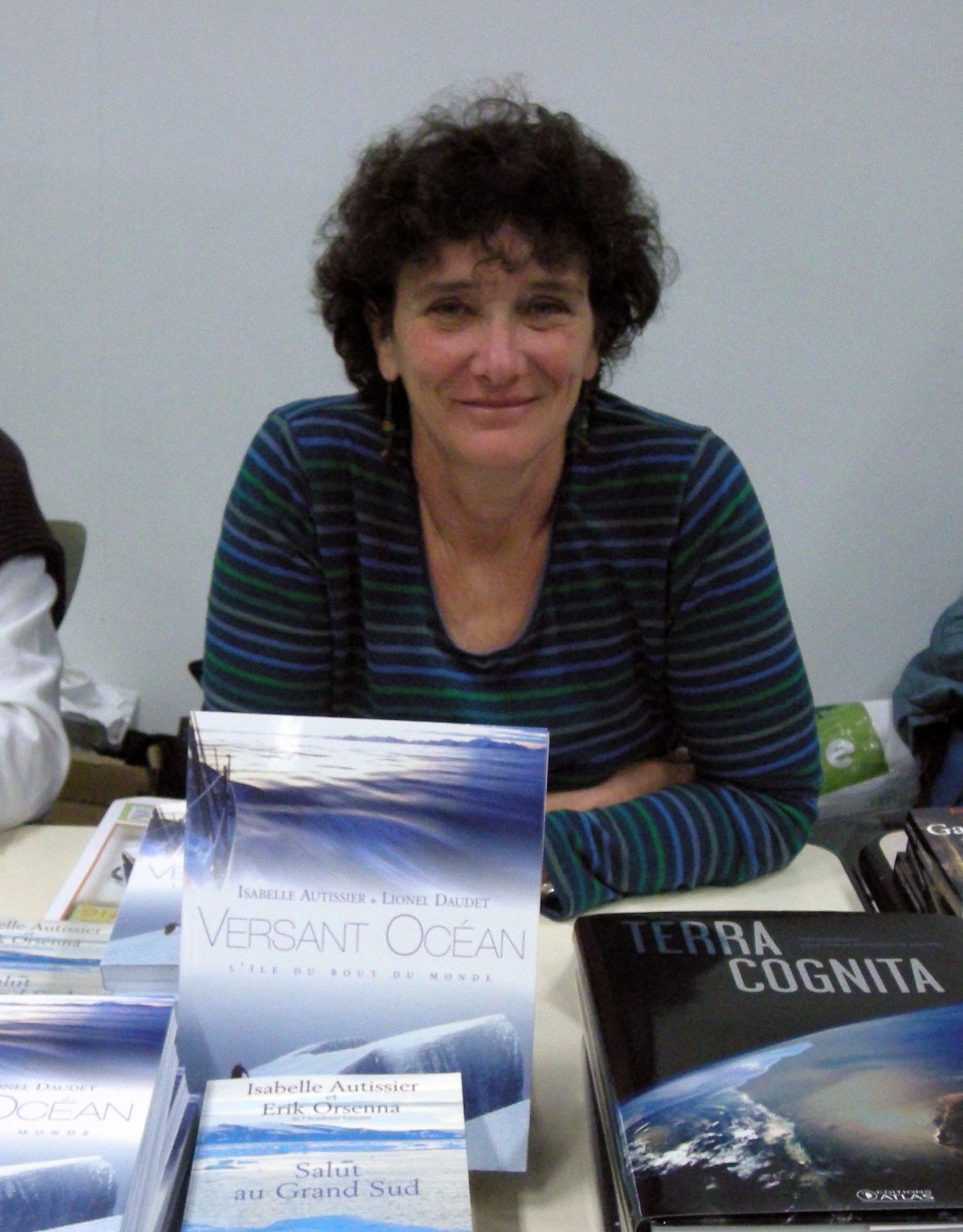
Isabelle Autissier (2009).

- 2010 : Hugo Boris, Je n'ai pas dansé depuis longtemps (Belfond).
- 2011 : Olivier Weber, Le Barbaresque (Flammarion)[23].
- 2012 : François Garde, Ce qu'il advint du sauvage blanc (Gallimard)[24].
- 2013 : Laurent-Frédéric Bollée et Philippe Nicloux, Terra Australis (Glénat).
- 2014 : Laurent Mauvignier, Autour du monde (Les Éditions de minuit).
- 2015 : Grégoire Polet, Barcelona ! (Gallimard)[25].
- 2016 : Doan Bui, Le Silence de mon père (Éditions L'Iconoclaste)[26],[27]
- 2017 : Raphaël Jerusalmy, Évacuation (Actes Sud).
- 2018 : Michel Moutot, Séquoias (Le Seuil)[28]
- 2019 : Emmanuel Ruben, Sur la route du Danube (Rivages)[29]

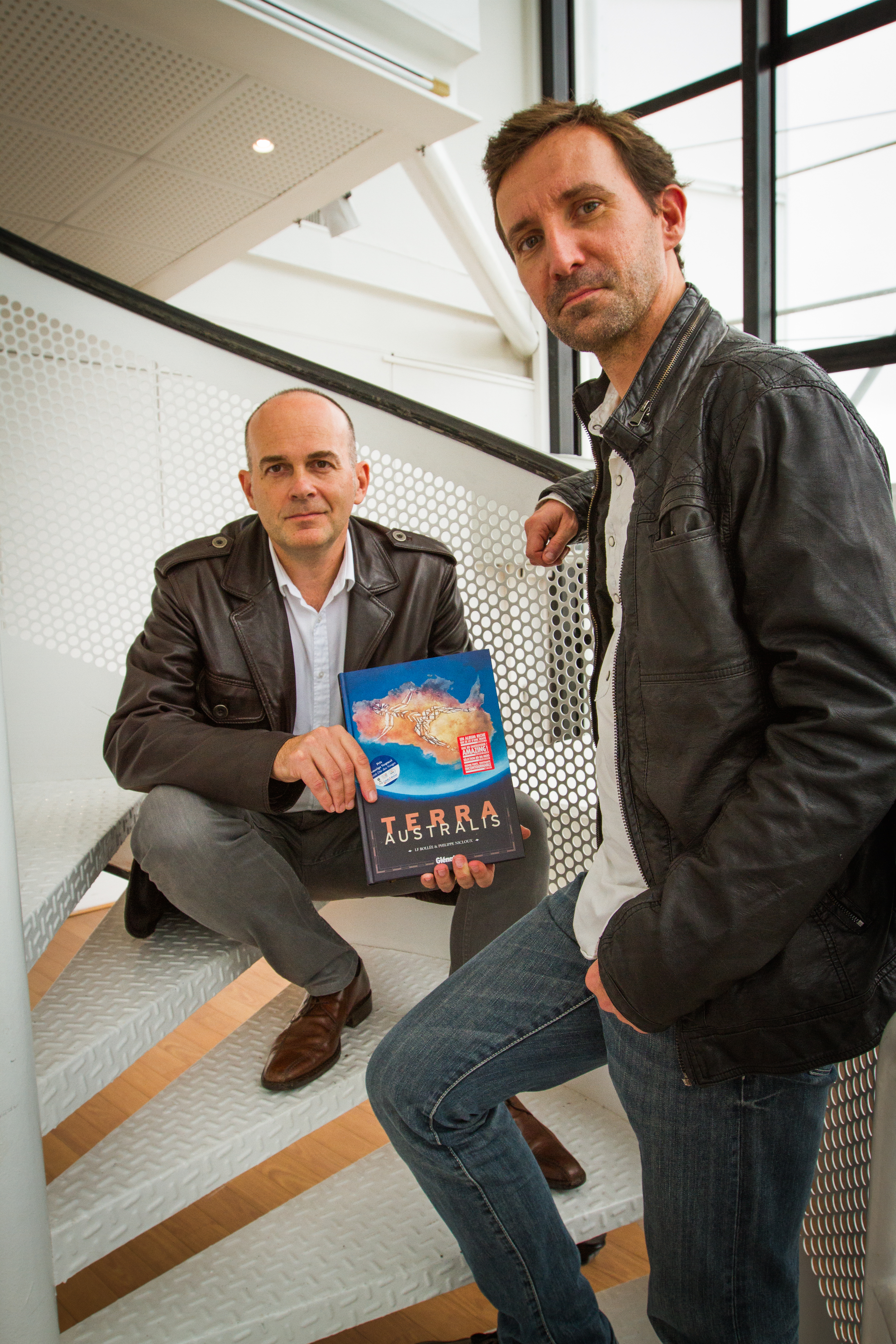
Laurent-Frédéric Bollée et Philippe Nicloux (2013).
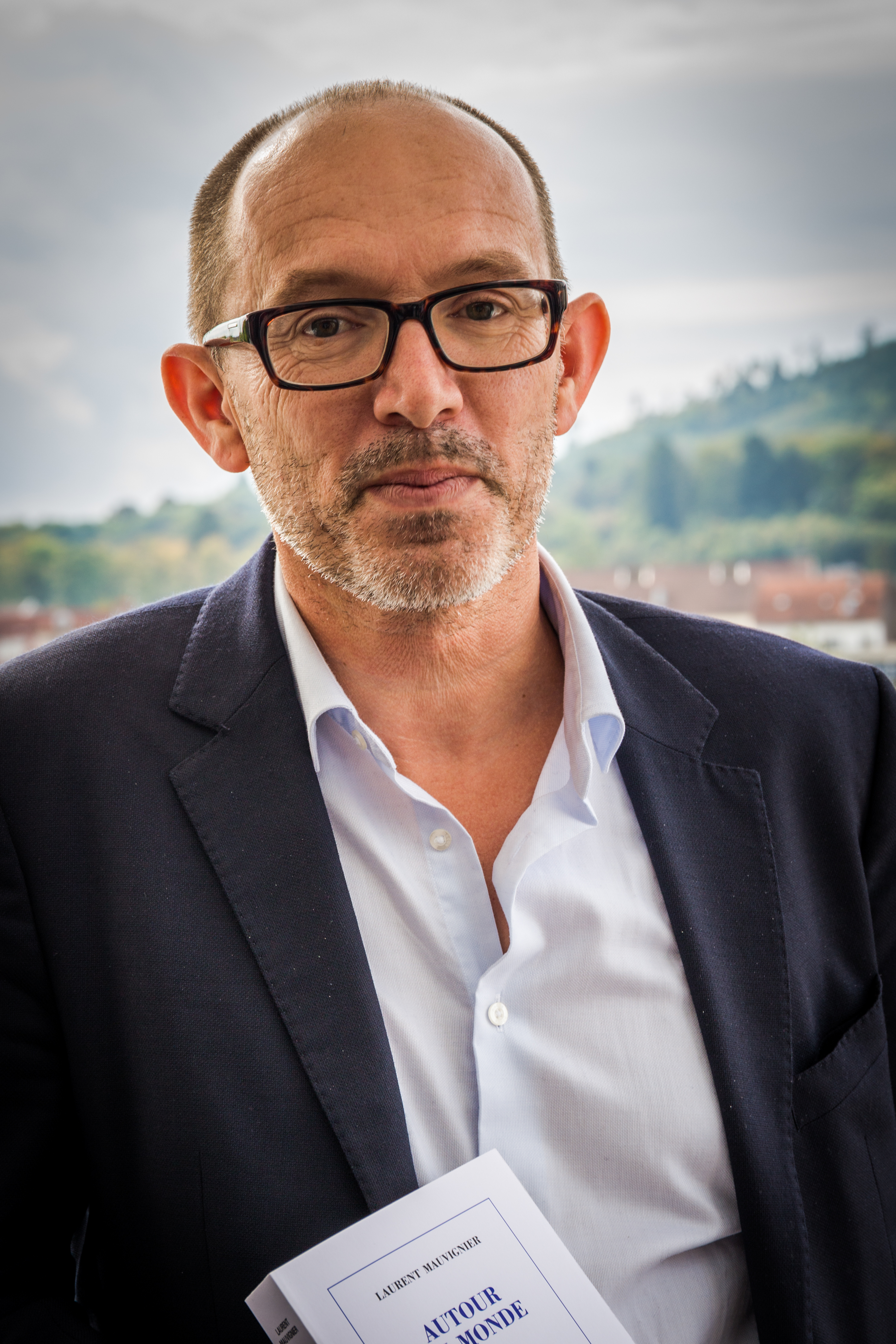
Laurent Mauvignier (2014).
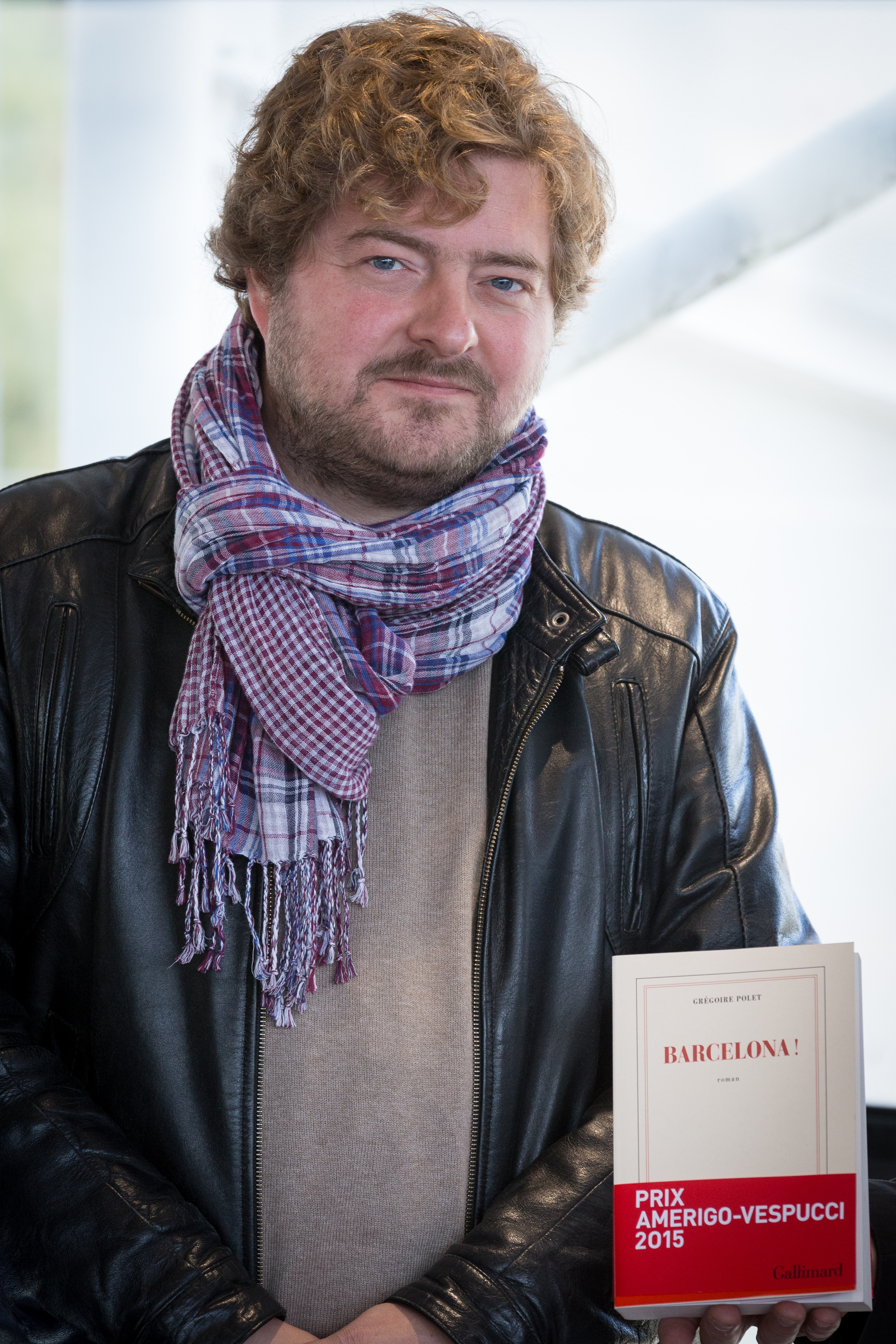
Grégoire Polet (2015).
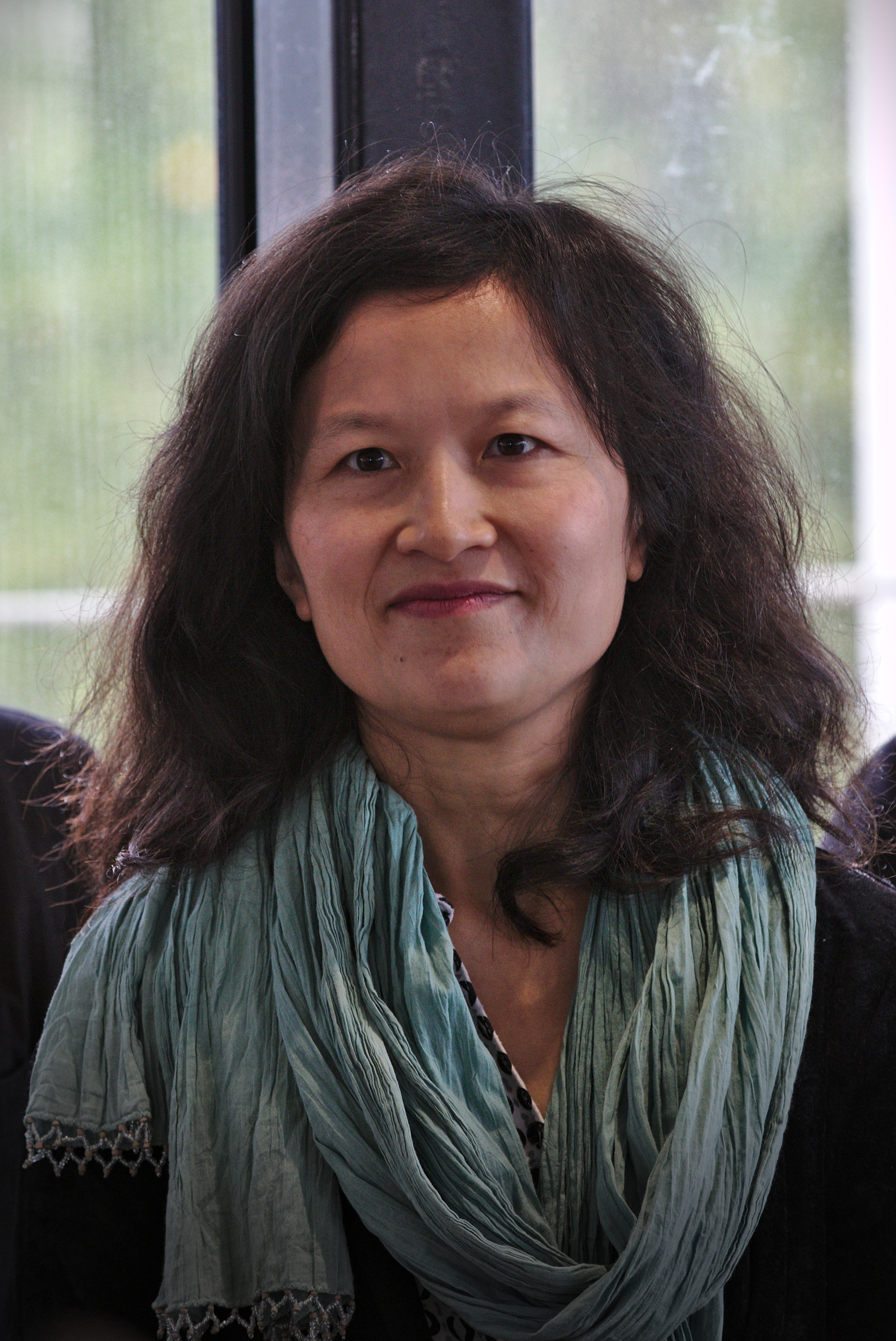
Doan Bui (2016).
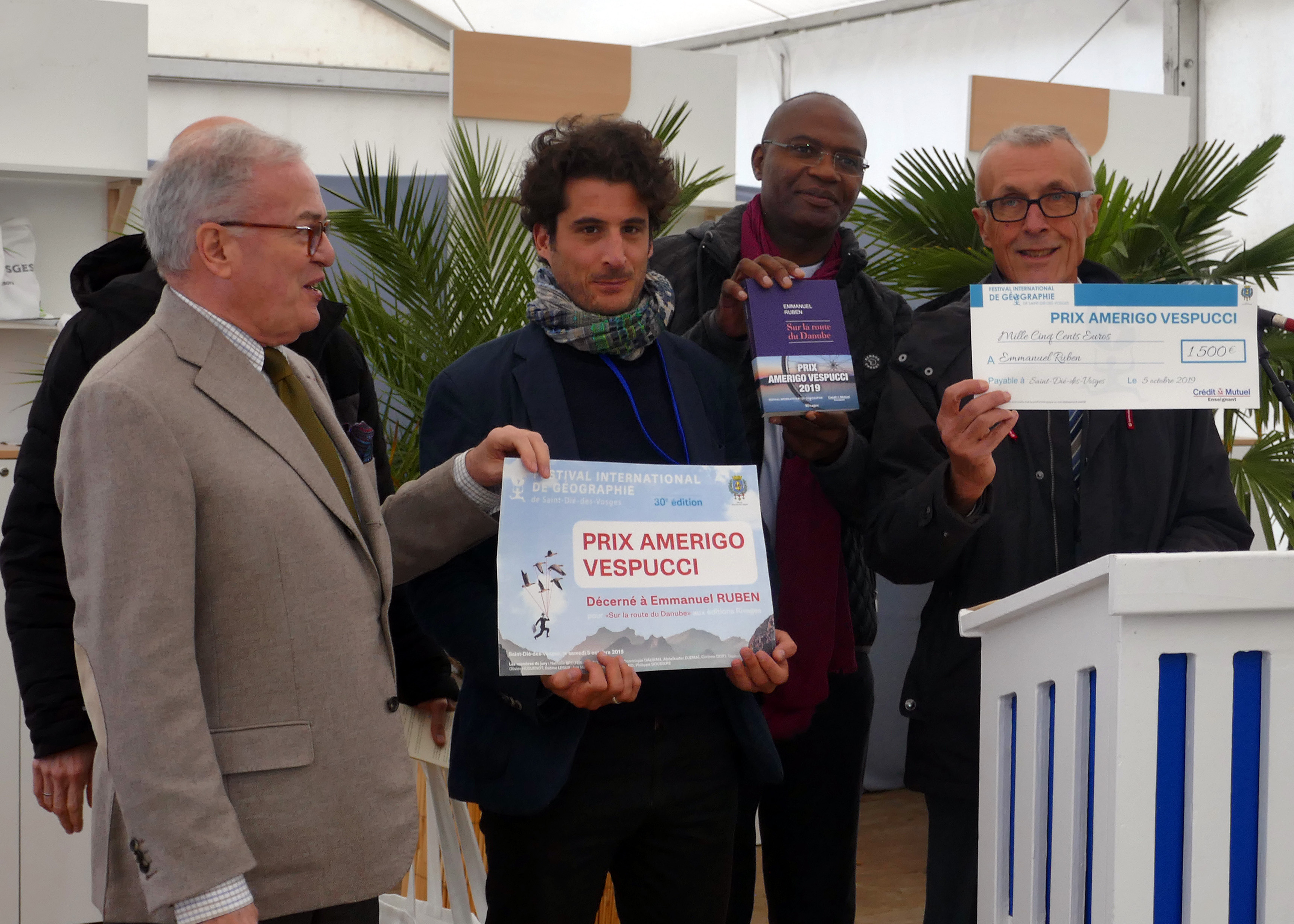
Emmanuel Ruben (2019).

- 2020 : Sandrine Collette, Et toujours les forêts, (Éditions Jean-Claude Lattès)[30],[31].
- 2021 : Luc Bronner, Chaudun, la montagne blessée, (Seuil)[32].
- 2022 : Fabien Truong, La taille des arbres (Rivages)[33].
- 2023 : Feurat Alani, Je me souviens de Falloujah (J.C.Lattès)[34].
- 2024 : Anne Solange Muis, Une île pour elle (Phébus)[35],[36],[37].

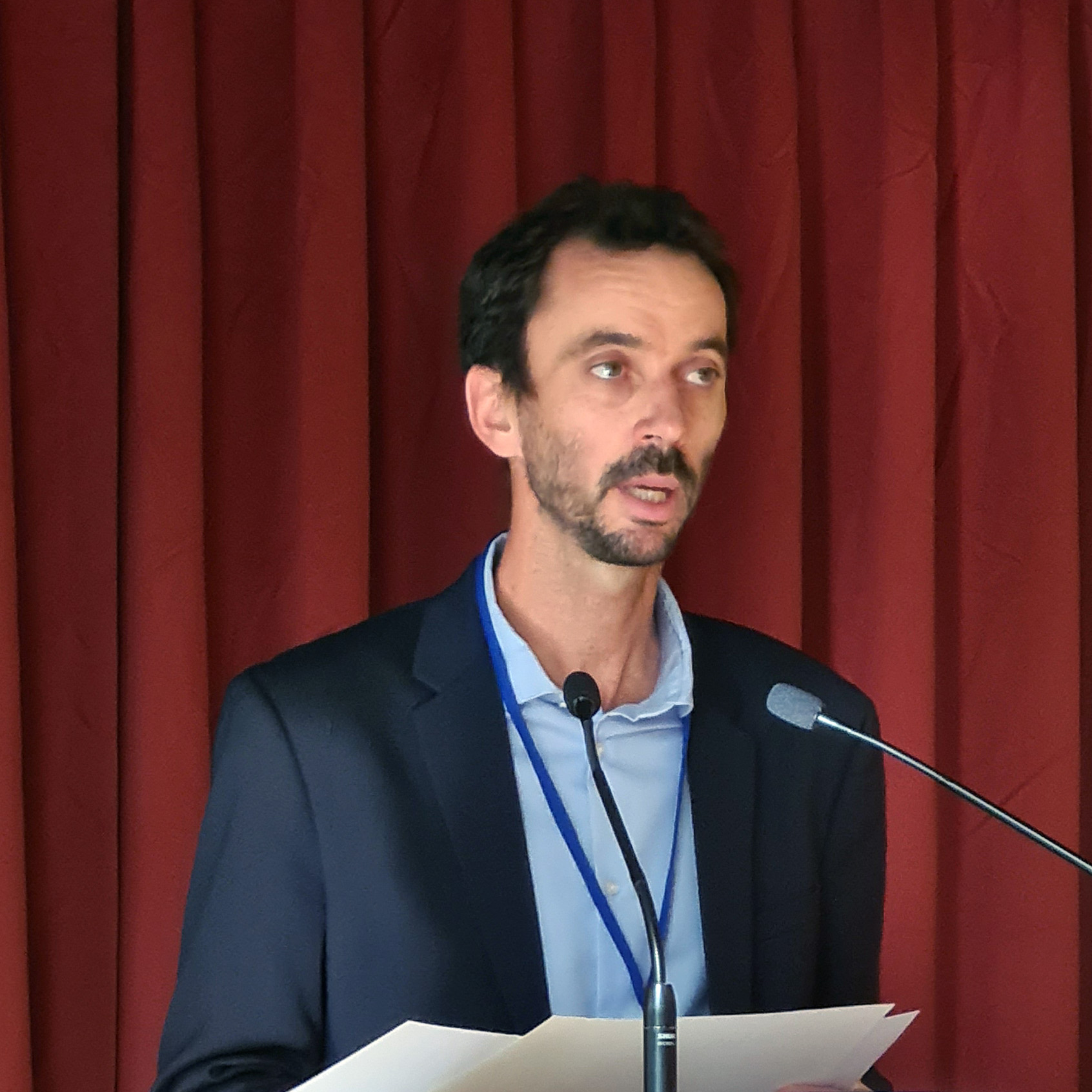
Luc Bronner  (2021).
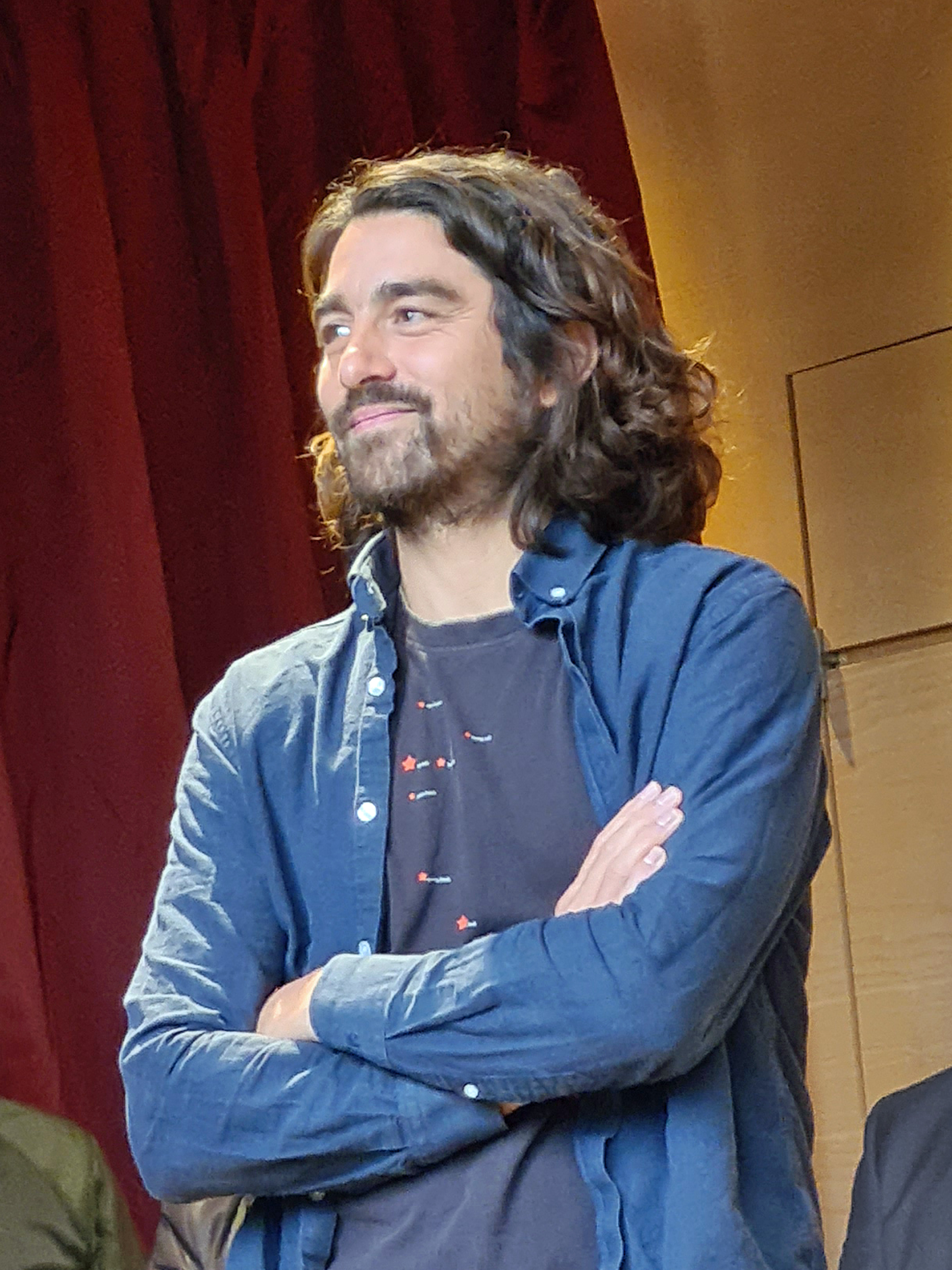
Fabien Truong (2022).
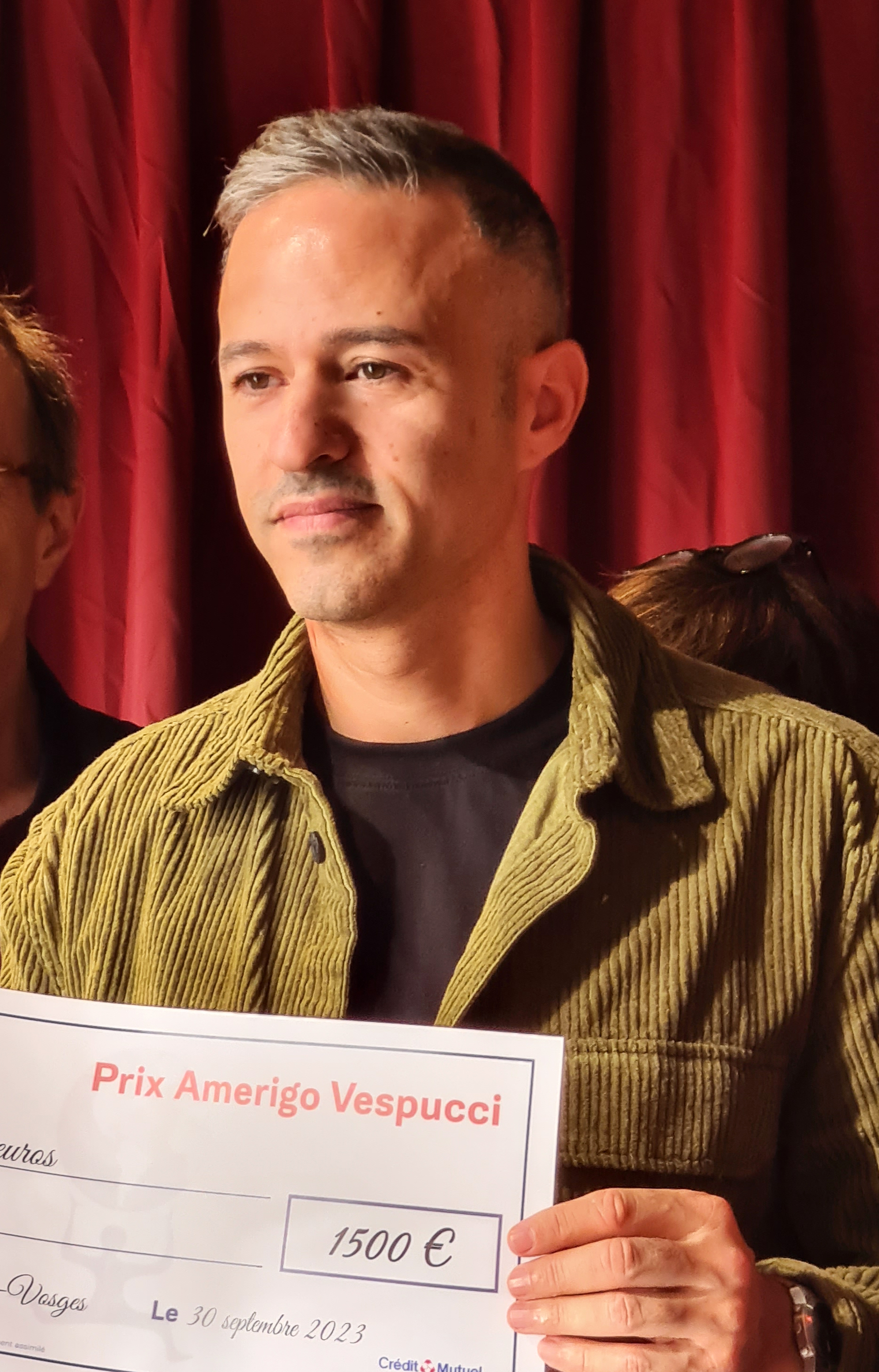
Feurat Alani (2023).

## Lauréats du prix Amerigo-Vespucci Jeunesse[38]
- 1990 : John Howe et Gérard Jaegger, Amerigo Vespucci (La Joie de lire).
- 1991 : Sylvie Girardet, Claire Merleau-Ponty et Anne Tardy, Les Routes de la soie (Bayard).
- 1992 : Daniel Pennac, L'Agence Babel et L'Évasion de Kamo (Gallimard).
- 1993 : Joëlle Wintrebert, Les Diables blancs (Gallimard).
- 1994 : Bertrand Solet, La Troupe sans pareille (Hachette jeunesse).
- 1995 : Danielle Martinigol, Les Oubliés de Vulcain (Hachette Jeunesse).
- 1996 : Jean-François Chabas, Une moitié de Wasicun (Casterman).
- 1997 : François Place, Du pays des Amazones aux îles Indigo (Casterman).
- 1998 : Éric Boisset, Nicostratos (Magnard jeunesse).
- 1999 : Daniel Vaxelaire, En haut la Liberté (Flammarion, Castor Poche).
- 2000 : Catherine Porte et Rose-Claire Labalestra, Le roi Vagabond (Rageot, Cascade).
- 2001 : Erik L'Homme, Le Livre des étoiles (Gallimard Jeunesse).
- 2002 : Frédéric Toussaint et Anne Romby, La nuit de l'Ylang-Ylang (Actes Sud Junior).
- 2003 : Jean-Baptiste de Panafieu, Planète eau douce (Gallimard Jeunesse) et Pierre-Marie Beaude, La Maison des Lointains (Gallimard Jeunesse, Scripto).
- 2004 : Didier Daeninckx et Laurent Corvaisier, L'Enfant du zoo (Rue du monde).
- 2005 : Xavier-Laurent Petit, Le Col des Mille Larmes (Flammarion, Castor poche).
- 2006 : Carole Saturno, Enfants ici, parents d'ailleurs (Gallimard Jeunesse).
- 2007 : François Place, Le Roi des Trois Orients (Rue du Monde).
- 2008 : Isabelle Collombat, Bienvenue à Goma (éditions du Rouergue).
- 2009 : Guillaume Duprat, Le Livre des terres imaginées (Le Seuil).
- 2010 : Xavier-Laurent Petit, Mon petit cœur imbécile (L'École des loisirs).
- 2011 : Jean-Philippe Blondel et Florence Lebert (phot.), Qui vive ? (éditions Thierry Magnier).
- 2012 : Yves-Marie Clément, Sur les traces de Walipo (Seuil Jeunesse).
- 2013 : Geneviève Clastre et Lucie Placin, Le Goût de voyages (Gallimard Jeunesse)[39].
- 2014 : Daniel Picouly et Nathalie Novi, Et si on redessinait le monde (Rue du monde)[40]
- 2015 : Fleur Daugey et Sandrine Thommen, Les Oiseaux globe-trotters (Actes Sud Junior)[25].
- 2016 : Julien Billaudeau et Sébastien Gayet, À la découverte de la grotte Chauvet-Pont d'Arc (Actes Sud Junior).
- 2017 : Johan Dayt, Une Italie (Maison Eliza).
- 2018 : Thaï-Marc Le Thanh (texte) et Lucile Piketty (ill.), Buffalo Bill (Seuil).
- 2019 : Didier Cornille La ville, quoi de neuf ? (éditions Hélium).

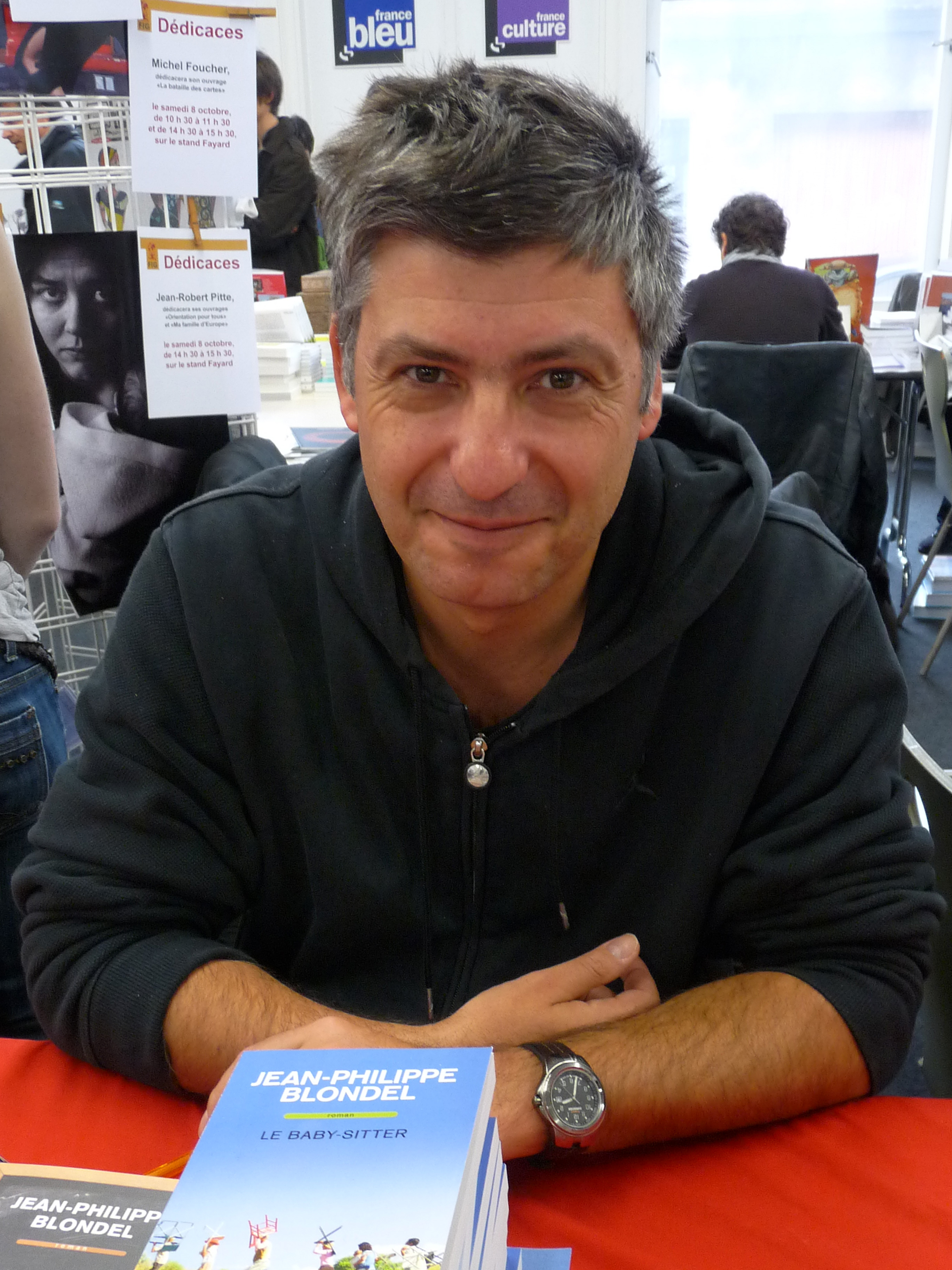
Jean-Philippe Blondel (2011).
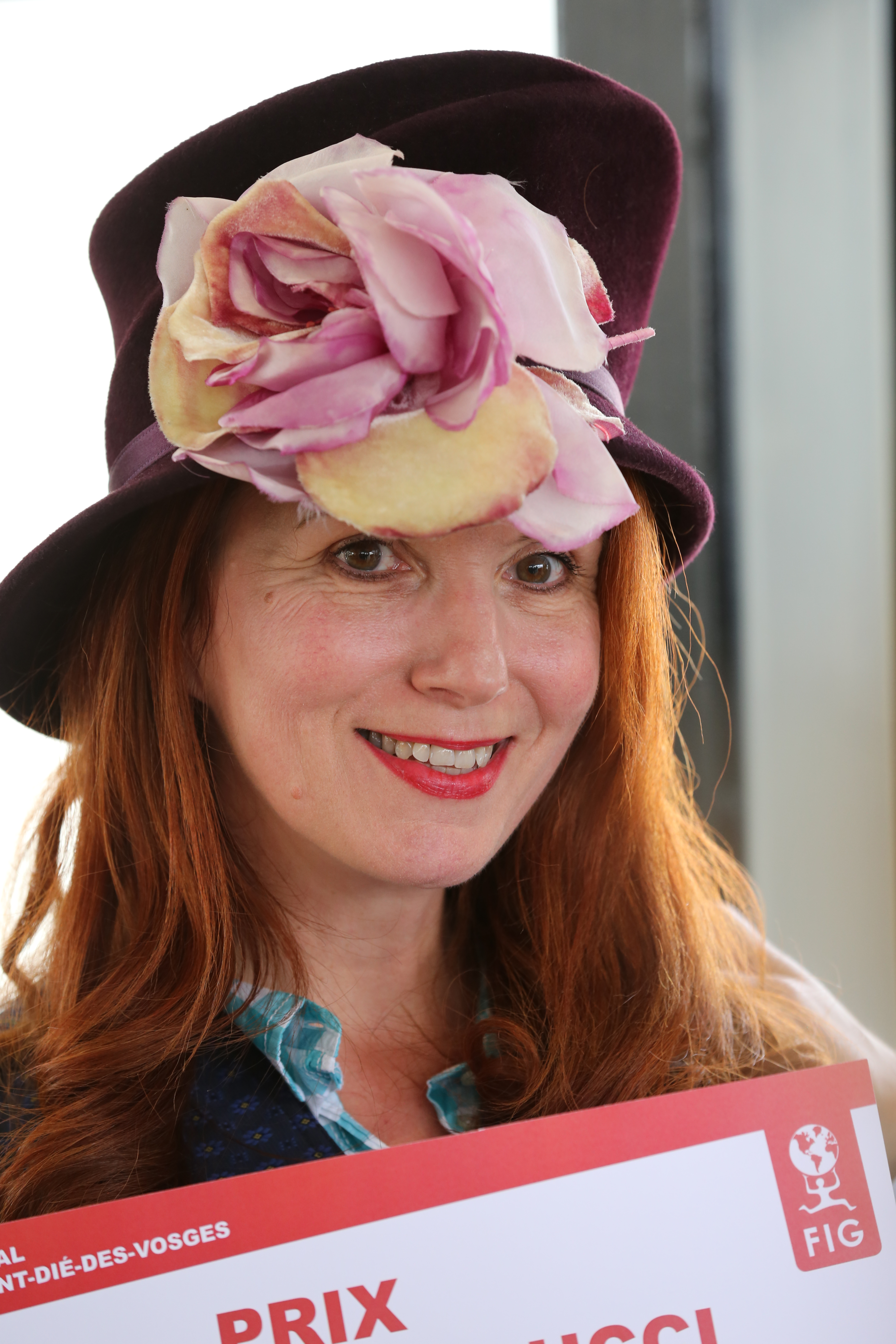
Nathalie Novi, co-lauréate avec Daniel Picouly (2014).
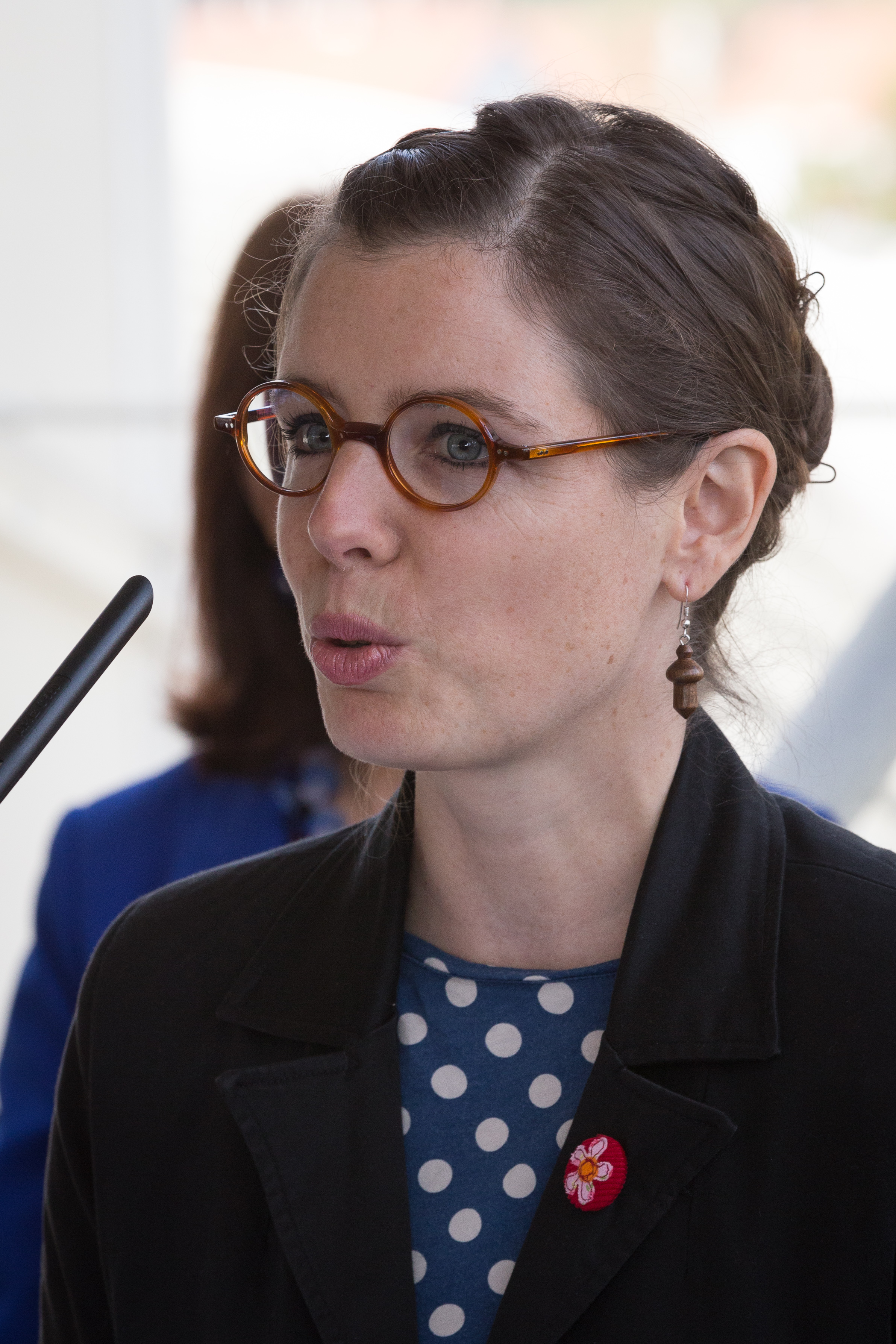
Fleur Daugey, co-lauréate 2015.
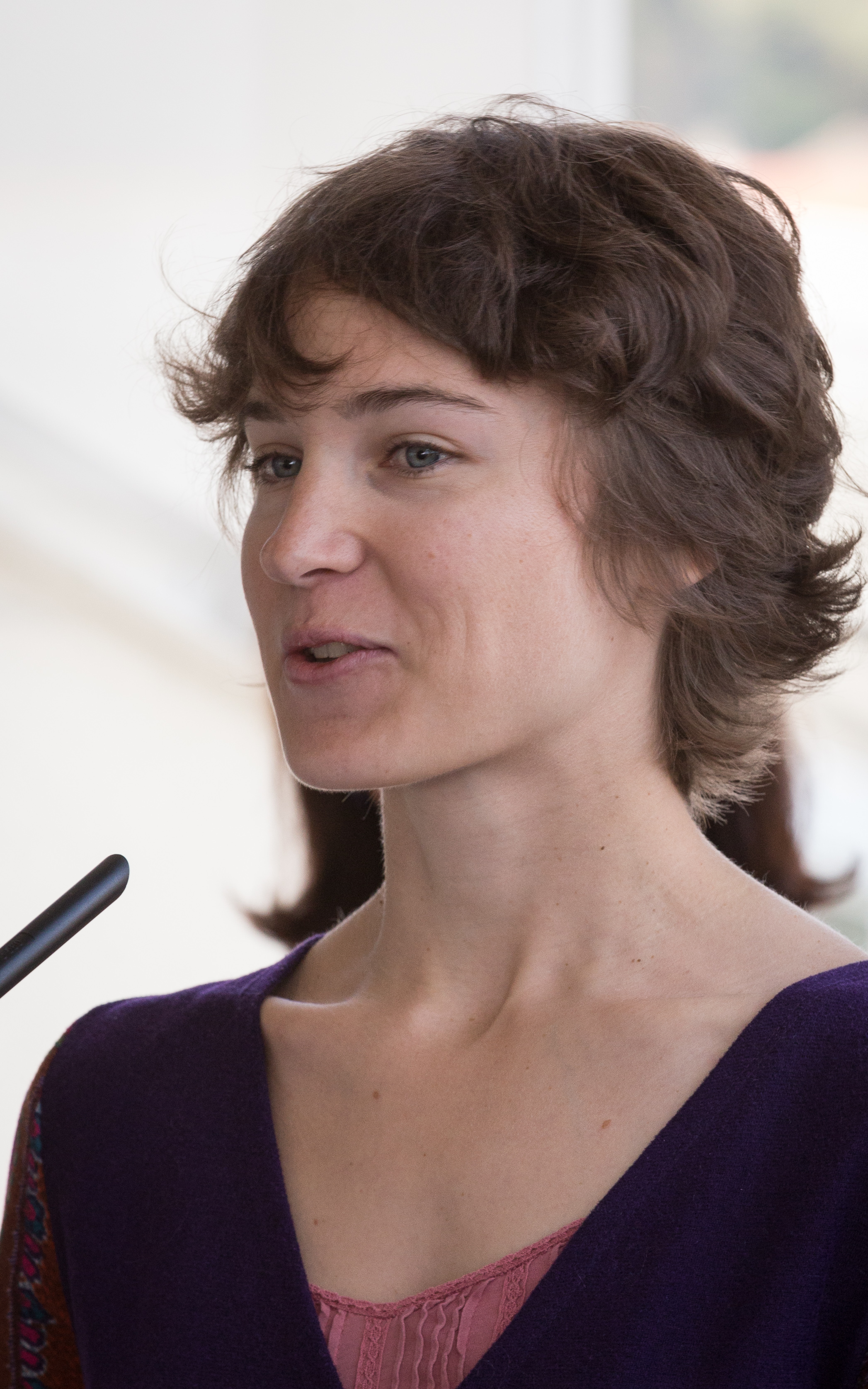
Sandrine Thommen, co-lauréate 2015.
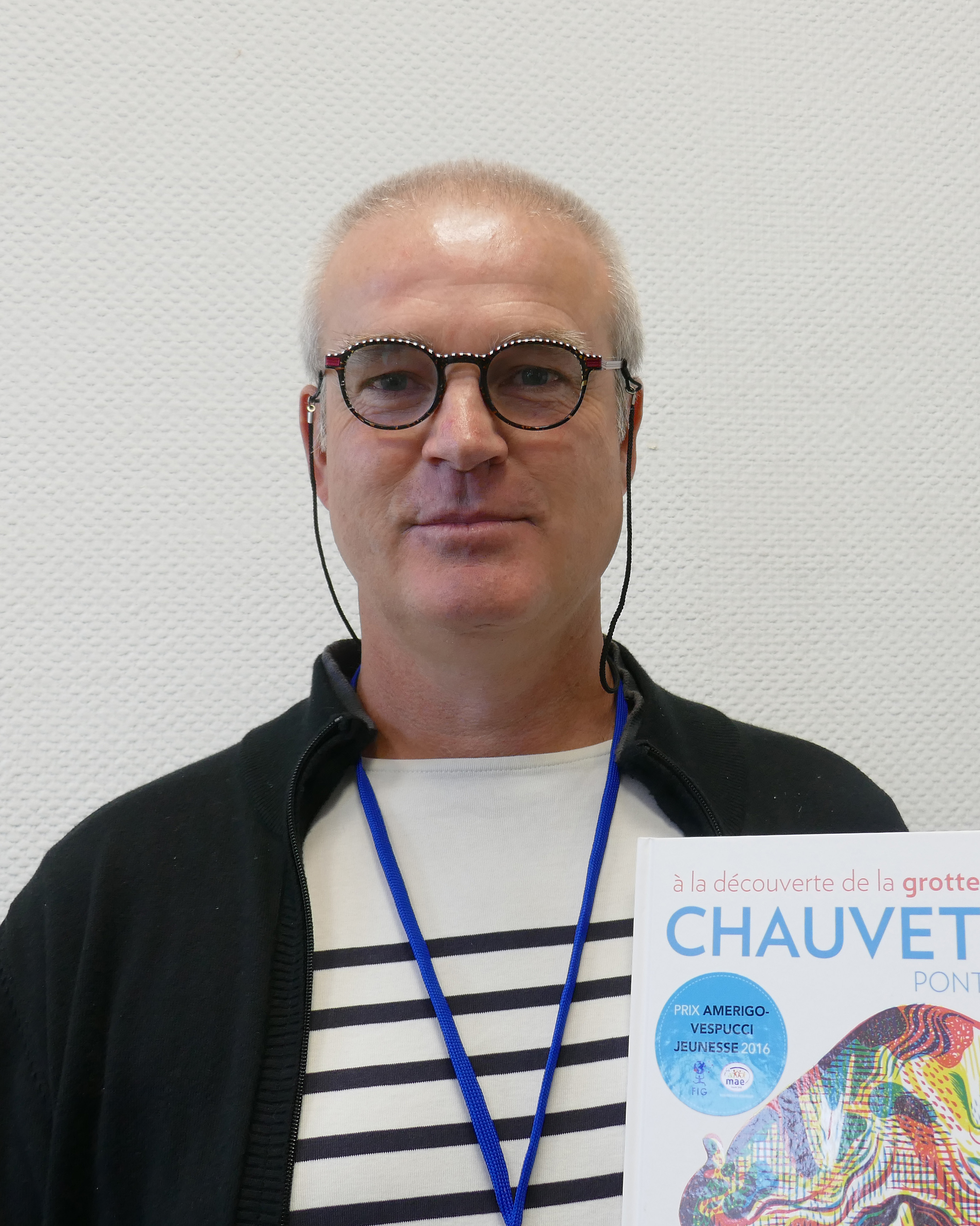
Sébastien Gayet, co-lauréat 2016.

- 2020 : Séraphine Menu, Biomimétisme, (La Pastèque)[30]
- 2021 : Julieta Canepa, Pierre Ducrozet et Stéphane Khiel, Je suis au monde, (Actes Sud junior)[41].
- 2022 : Eva Bensard et Daniele Catalli, Hokusai et le Fujisan (Amaterra)
- 2023 : Ingrid Thobois et Pascale Breysse, Histoire de se laver (Kilowatt)[34].
- 2024 : Tony Durant, Quelqu'un quelque part (éditions Motus)[42],[43].

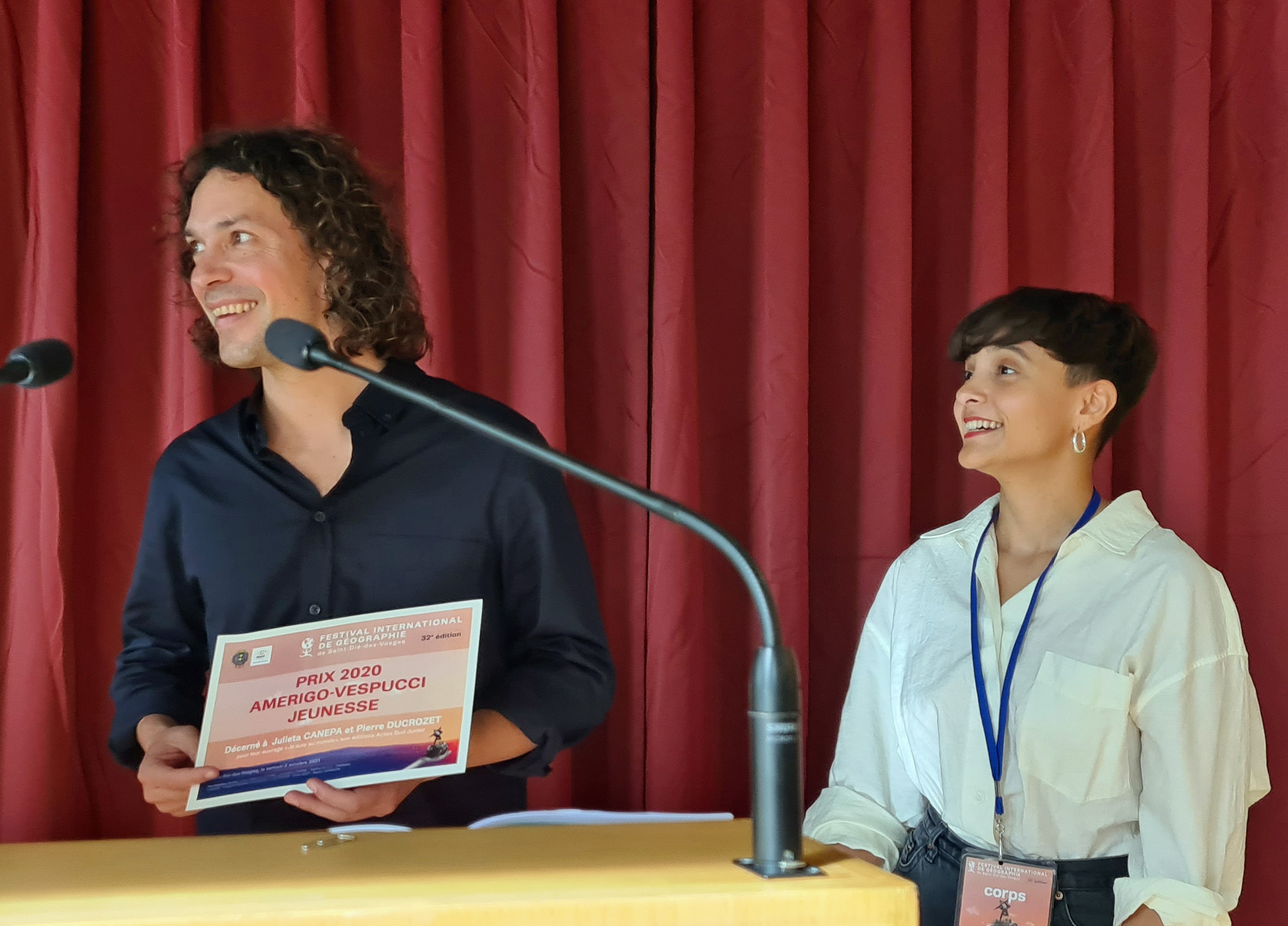
Pierre Ducrozet et Julieta Canepa (2021).
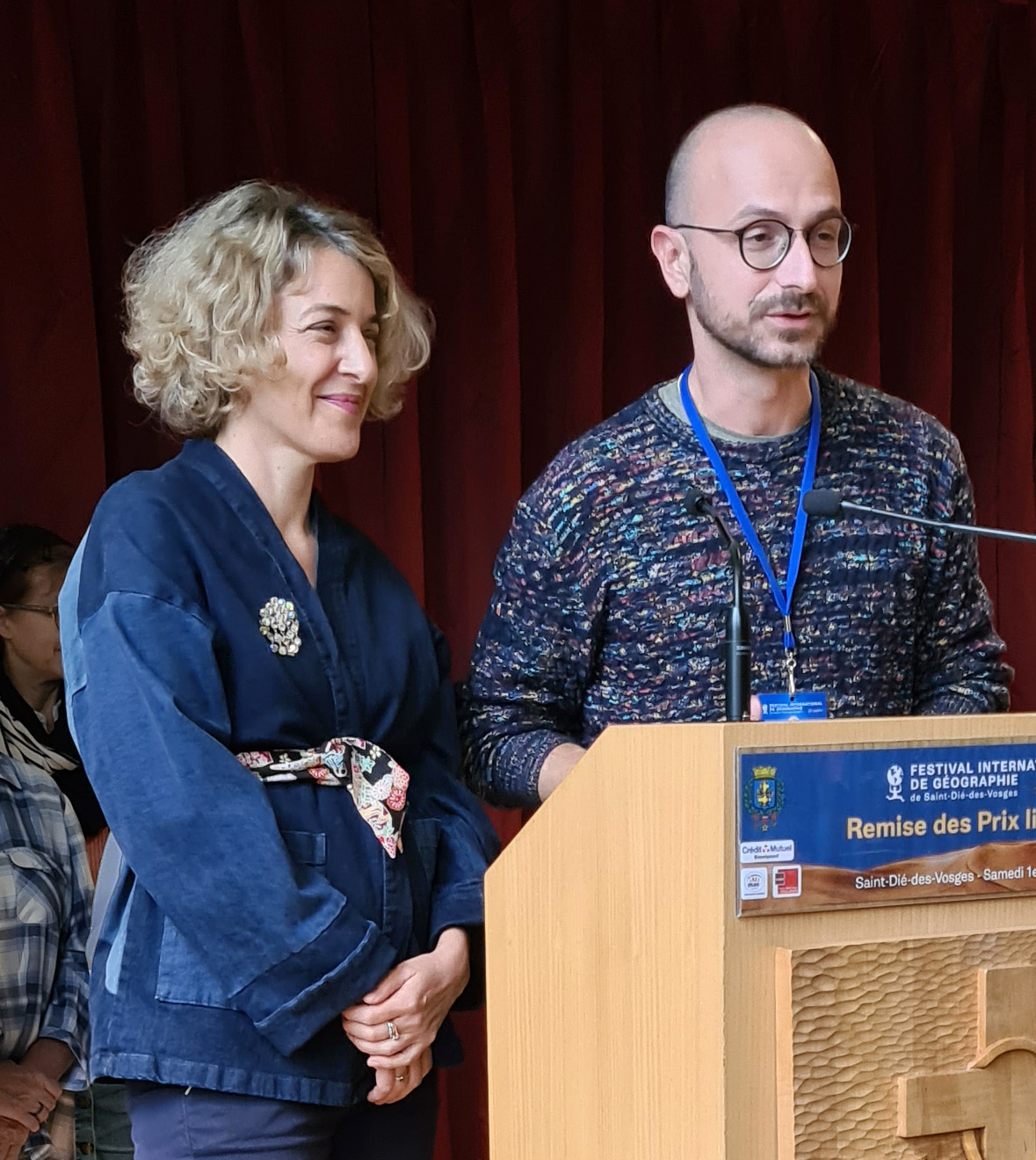
Eva Bensard et Daniele Catalli (2022).

## Lauréats du prix Amerigo-Vespucci de la BD géographique[44]
- 2016 : Fabien Grolleau et Jérémie Royer Sur les ailes du Monde, Audubon (Dargaud).
- 2017 : Laurent Bonneau et Mathilde Ramadier Et il foula la terre avec légèreté (Futuropolis).
- 2018 : Bruno Duhamel Jamais (Grand angle).
- 2019 : Pierre-Henry Gomont Malaterre (Dargaud).
- 2020 : Nicolas de Crécy, Visa Transit, tome 1, (Gallimard).
- 2021 (ex aequo) : 
  - Pierre Bonneau, Gaspard d'Allens et Cécile Guillard, Cent mille ans, (Seuil) ;
  - Fabien Tillon et Gaël Remise, Roi du vent (La Boîte à bulles).
- 2022 : Étienne Davodeau, Le droit du sol (Futuropolis).
- 2023 : Rosalie Stroesser, Shiki – 4 saisons au Japon (Payot Rivages)[34].
- 2024 : Lomig, Au cœur des solitudes (Sarbacane).

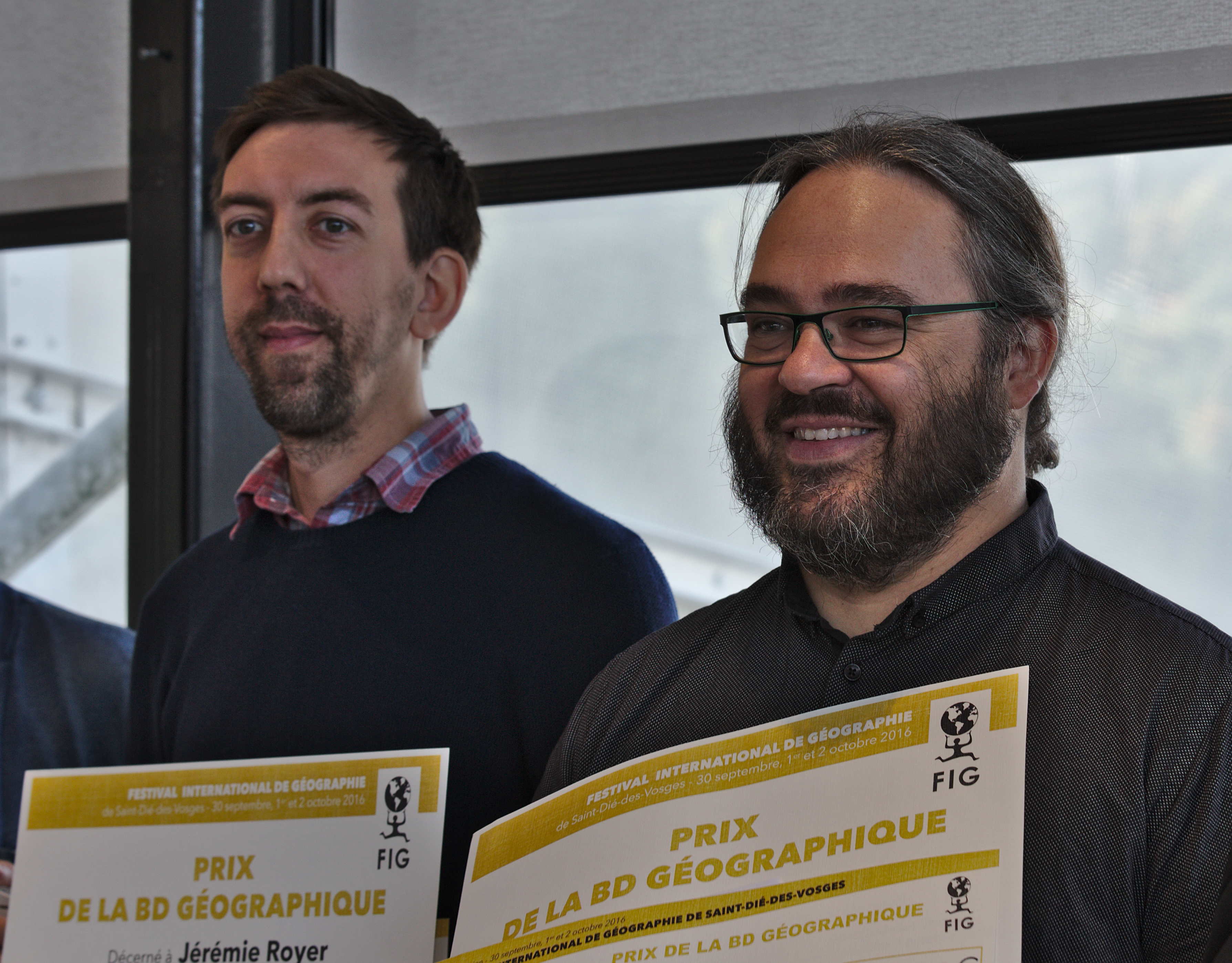
Fabien Grolleau et Jérémie Royer, premiers lauréats du Prix de BD géographique (2016).
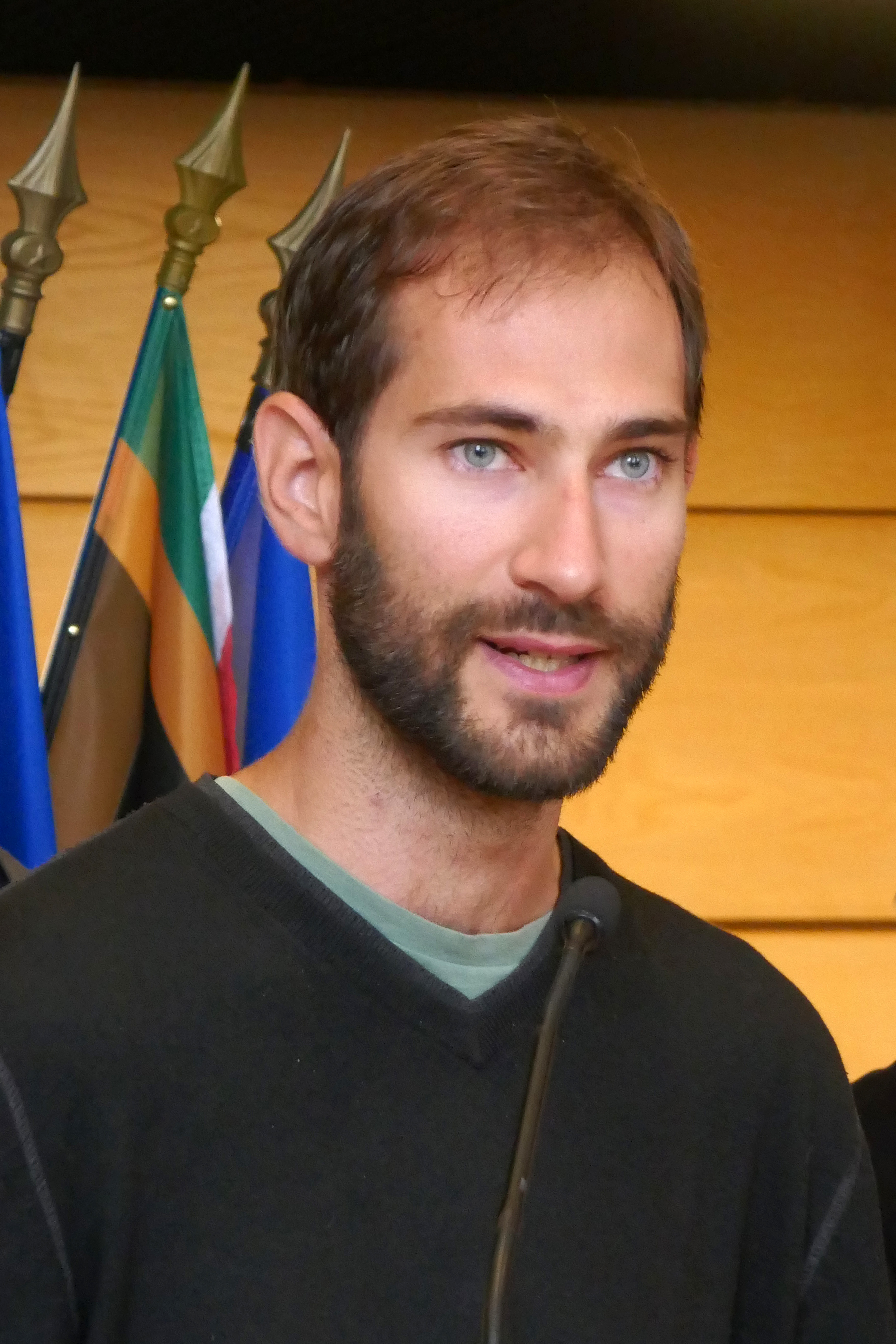
Laurent Bonneau (2017).
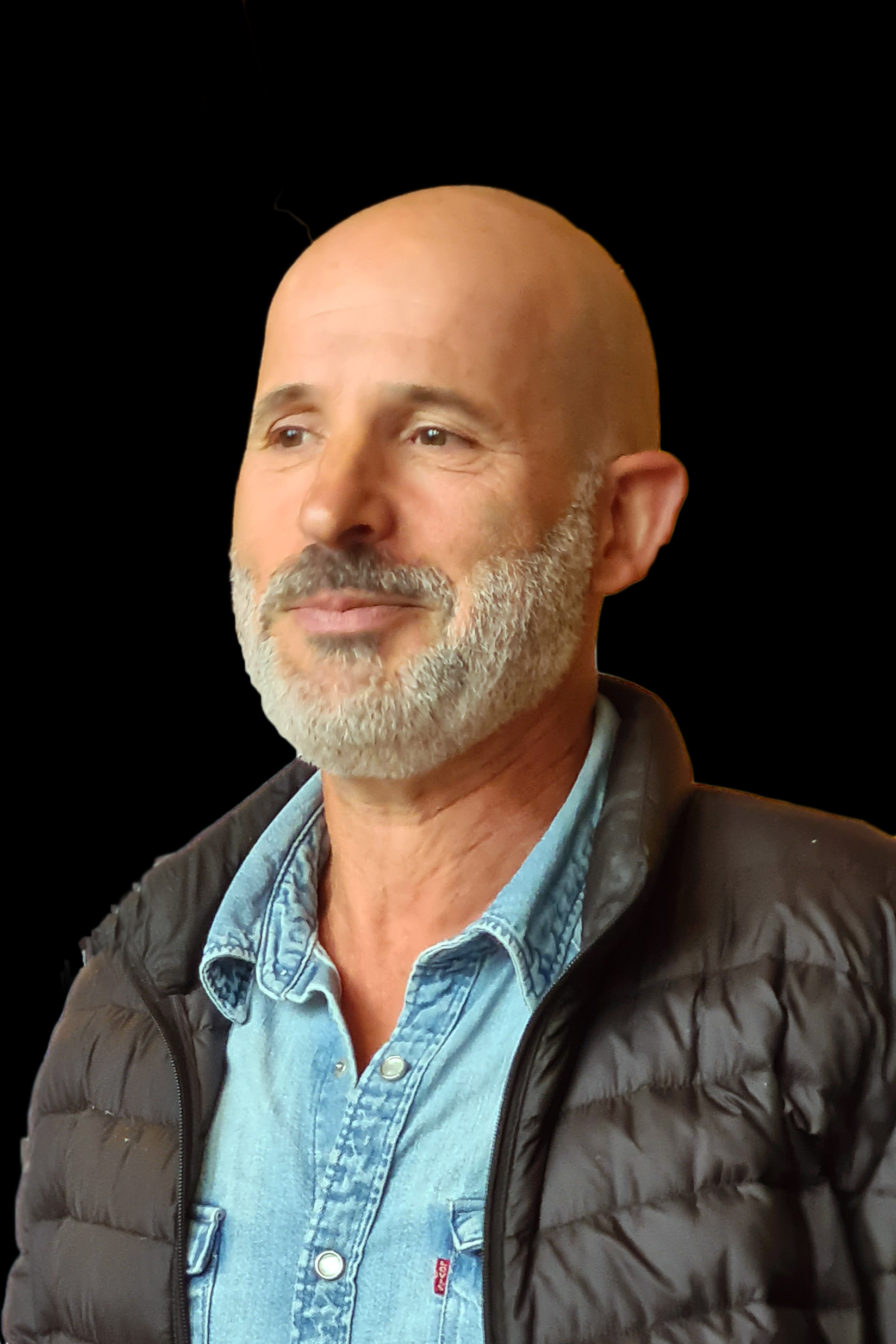
Étienne Davodeau (2022).
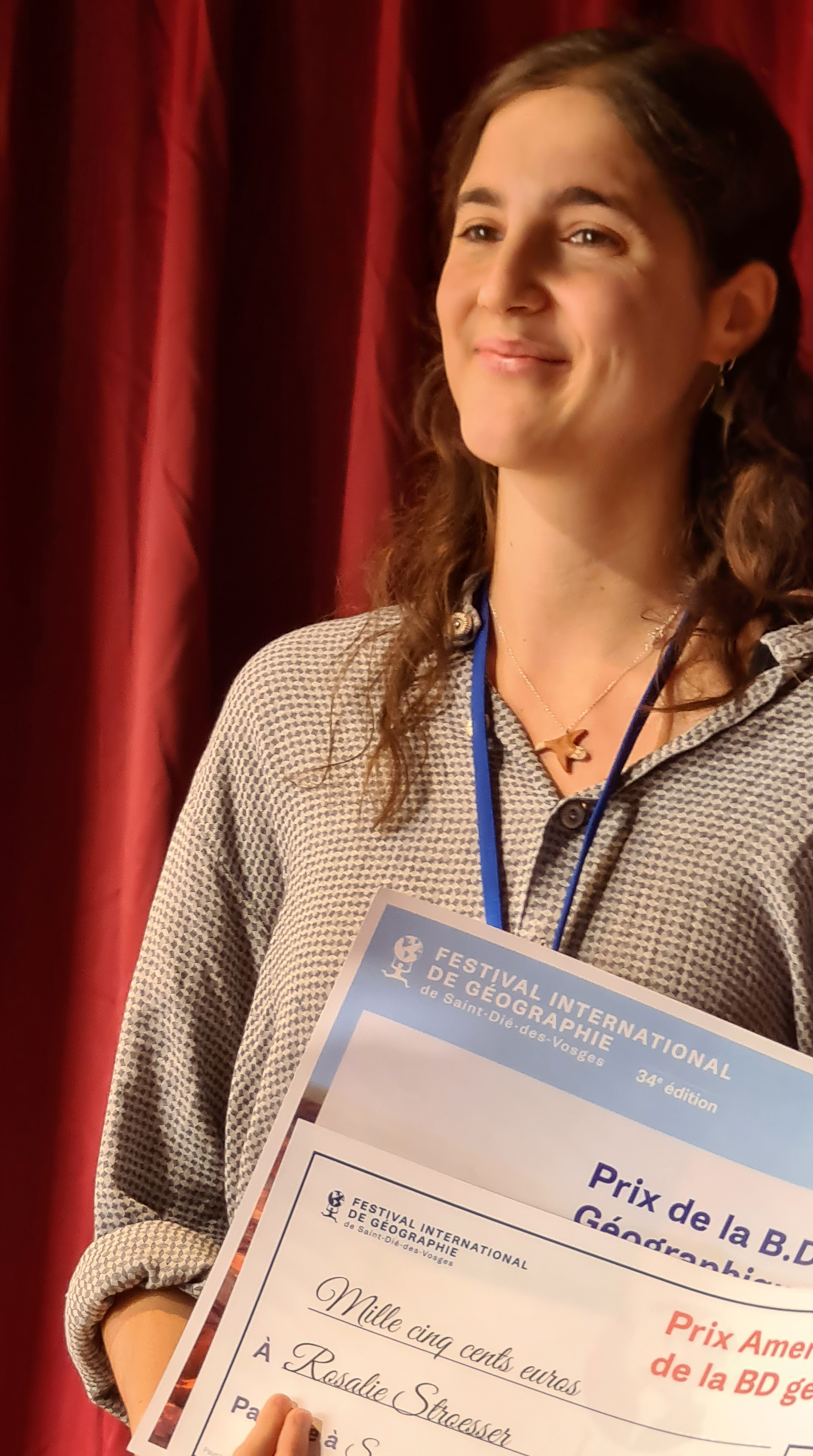
Rosalie Stroesser (2023).